# Toyota Gazoo Racing
Toyota Gazoo Racing（簡稱 Toyota GR / TGR 或 豐田GR）是日本汽車製造商豐田汽車於 2017 年成立的獨立性能品牌，專注於高性能車款的研發與設計。GR 定期參與世界拉力錦標賽（WRC）、世界耐力錦標賽（WEC）、世界拉力越野賽（W2RC）、超級GT（SuperGT）、超級方程式錦標賽（Super Formula）等重點賽事，並屢獲殊榮。除了賽車運動，GR 也販售高性能車款與經典老車零部件，並提供改裝服務，成為豐田汽車的性能品牌。

TGR最早可追朔至2007年的Team Gazoo賽車車隊。直到2017年，GR賽車部門成為獨立的子品牌，並細分為四個層級，分別為「GRMN」、「GR」、「GR Sport」及「GR Parts」。GRMN為系列中，追求終極性能且以限量發行之頂尖車款，GR為高性能動力車款，提供具有操控樂趣之車款，GR Sport以一般市售車輛為主，透過外觀升級或特定部件強化，強調日常實用性與運動化的平衡，GR Parts則是提供豐田車輛的零組件部門，供性能車輛及部分停產車款擁有原廠零件可供更換與改裝，成為一套專供不同面向與客群的品牌體系。自Gazoo Racing品牌成立後，豐田所推出之性能車款皆以GR冠名，包括GR Supra、GR Yaris、GR86、GR Corolla，同時也有推出以平民車款稍加改裝的車款如 : Altis 2.0 GR sport, Hilux GR Sport，合計多達數十款車輛。

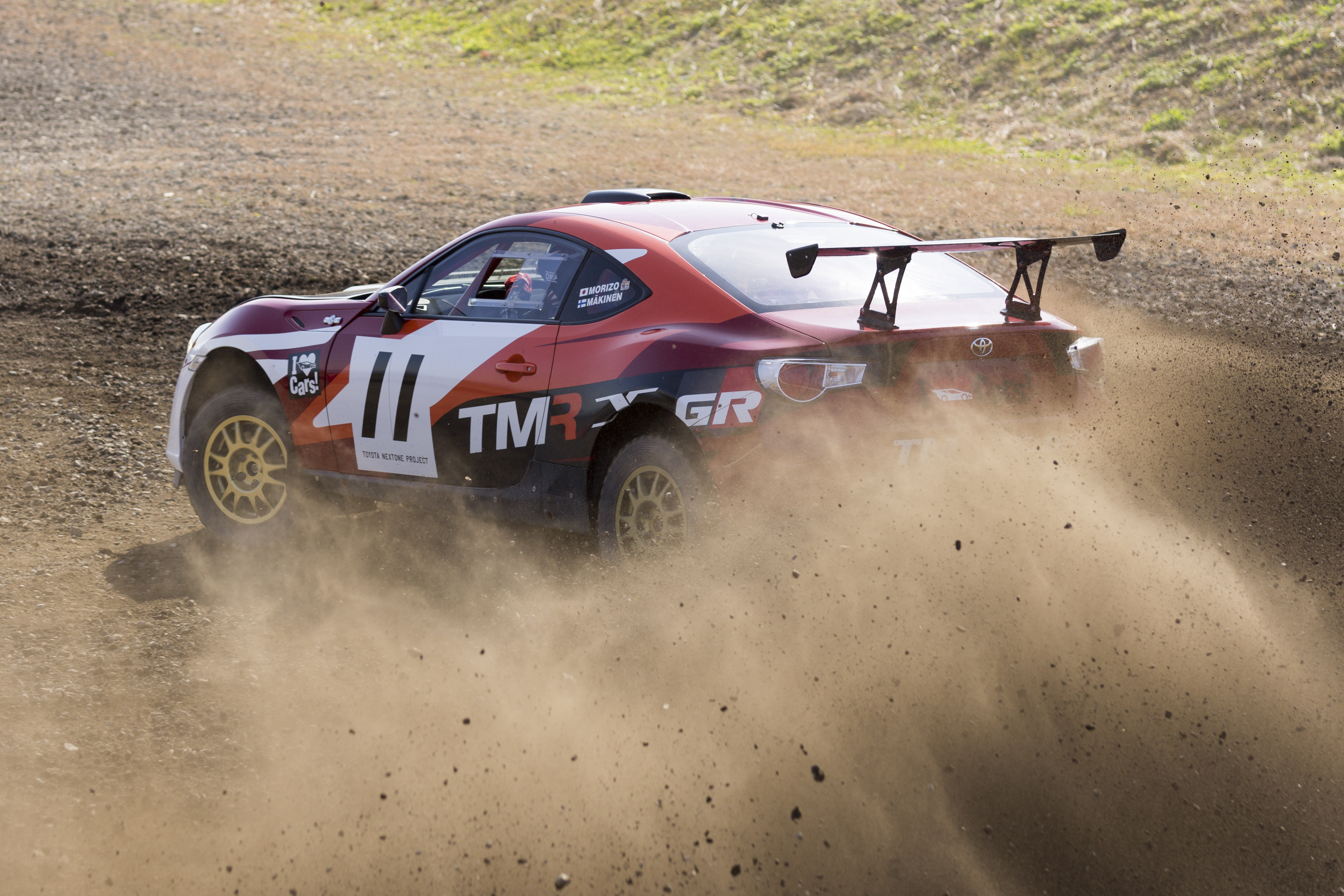
沙地行駛的GR86
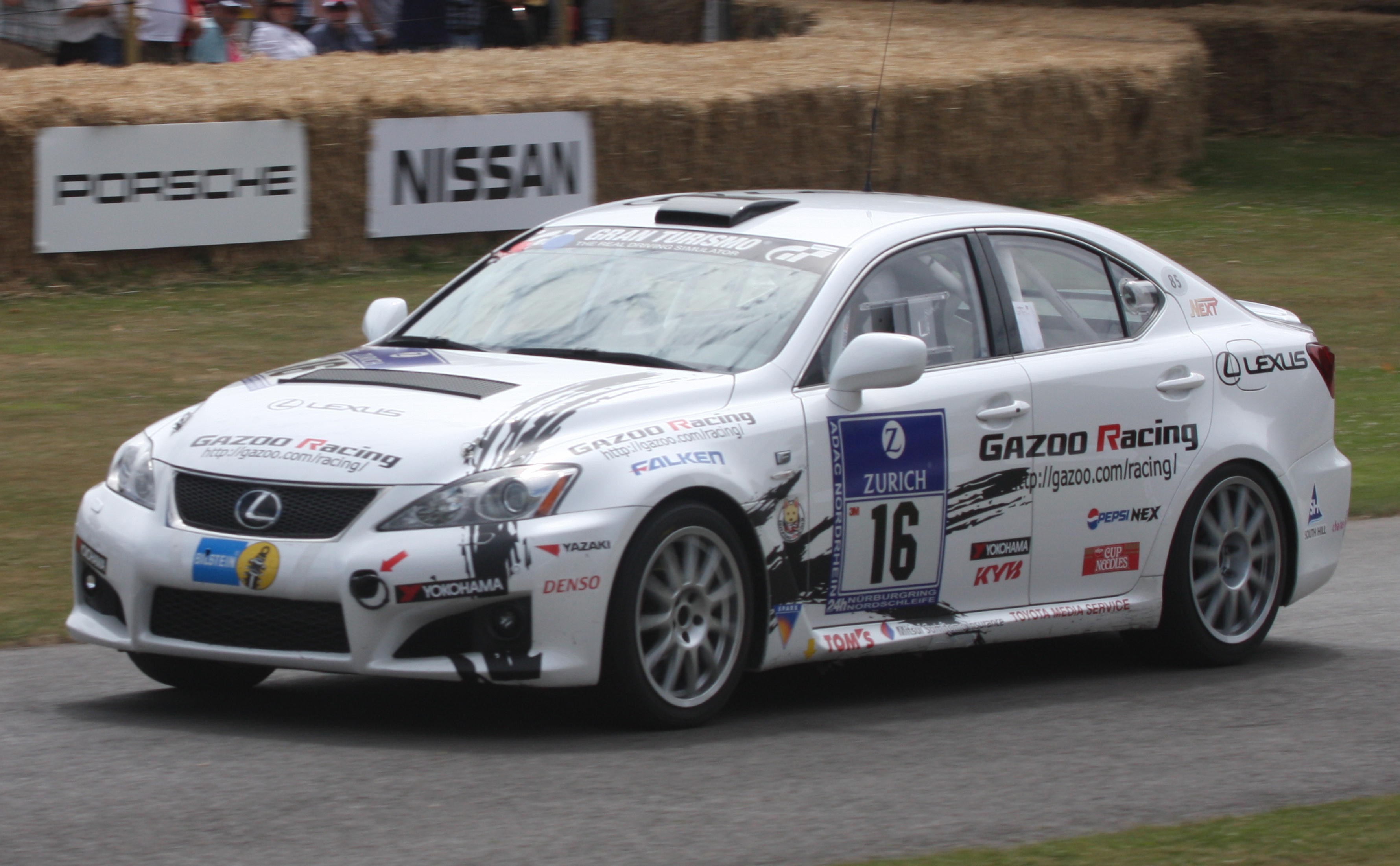
古德伍德速度節的IS-F Gazoo Racing
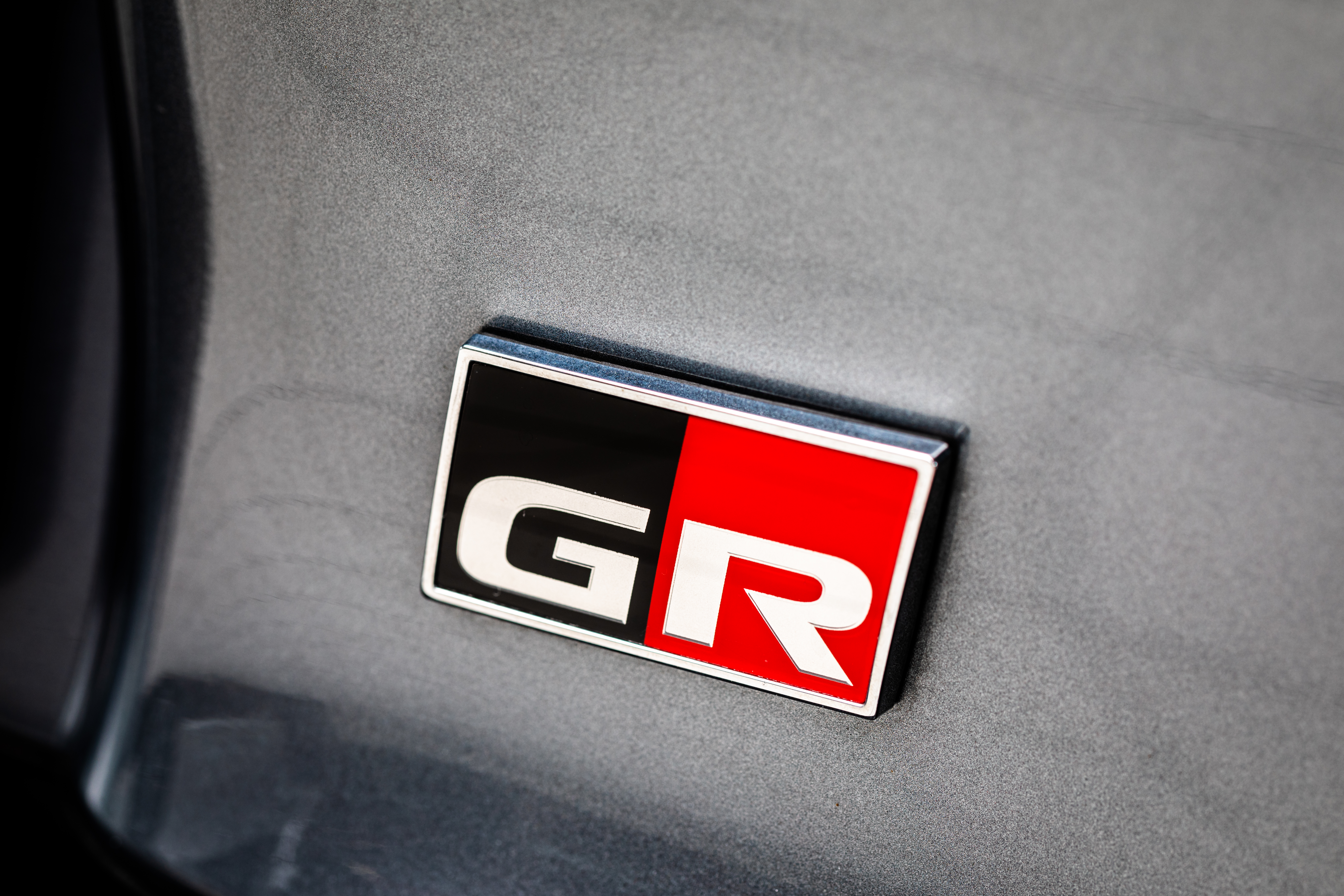
GR名牌
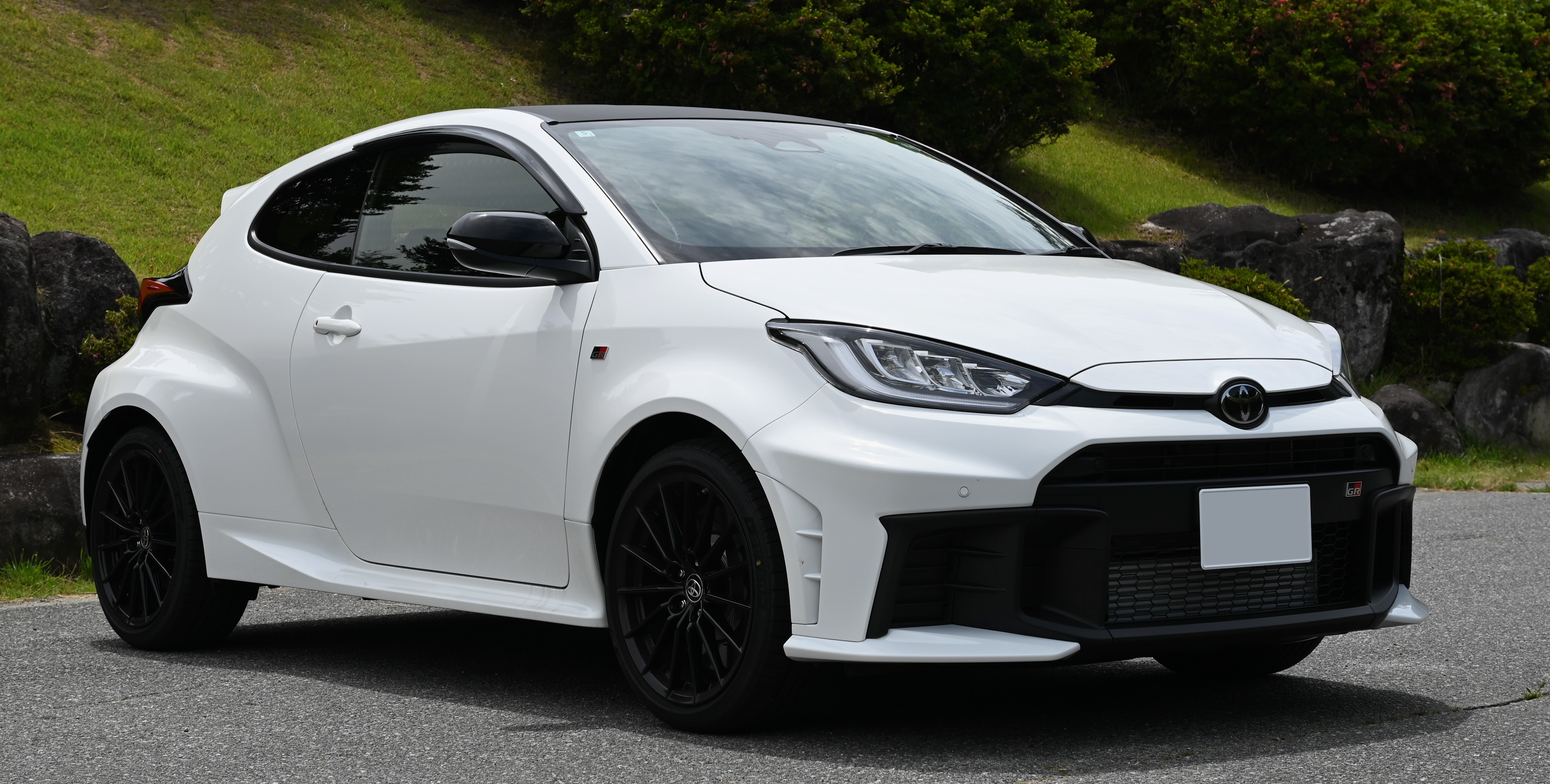
市售的GR Yaris車款

## 歷史
2007年，豐田首席測試車手成瀨弘（Hiromu Naruse）帶領其學生車手及技師團隊挑戰紐柏林24小時耐久賽（Nürburgring 24 Hours）。時任豐田副社長豐田章男（Akio Toyoda）在成瀨弘老師的指導下以車手身分參賽。然而當時不被允許使用「豐田官方賽車隊（Works Toyota Racing）」的名稱，因此採用「Team Gazoo」作為隊名，Gazoo一詞源自日文「画像（Gazō）」，為豐田旗下專門推廣汽車文化網站Gazoo.com的名稱。成賴弘與豐田章男則分別以「Cap」與「Morizo」的暱稱參賽。由於資金有限，車隊使用已停產的豐田Altezza與BMW E90作為參賽車輛， 並將該業餘賽事的相關消息持續發布於GAZOO.com網站上。
2009年，豐田章男就任豐田集團社長，Team Gazoo團隊更名為「Gazoo Racing」，車隊以「在新車開發聖地–紐柏林賽道，鍛鍊人和車（新車開発の聖地ニュルブルクリンクで人とクルマを鍛える）」為理念，將Lexus LFA、Toyota 86等數款車輛運送至德國紐柏林賽道進行開發測試，並持續投入相關賽事，一同參與之賽車手包括木下隆之、飯田章及石浦宏明等人。同時，Gazoo Racing以「擴大汽車同好與粉絲圈」為目標，開始舉辦一連串活動，包括賽道體驗、GR86/BRZ 盃賽、TGR Festival。並成立運動型車輛管理部，開始打造高性能版本「GRMN」及輕量性能版「G's（G Sports）」車款。2014年，Gazoo Racing車隊發起「三組別致霸挑戰」，以紀念成瀨弘導師於2010年6月一場車禍的不幸離世。

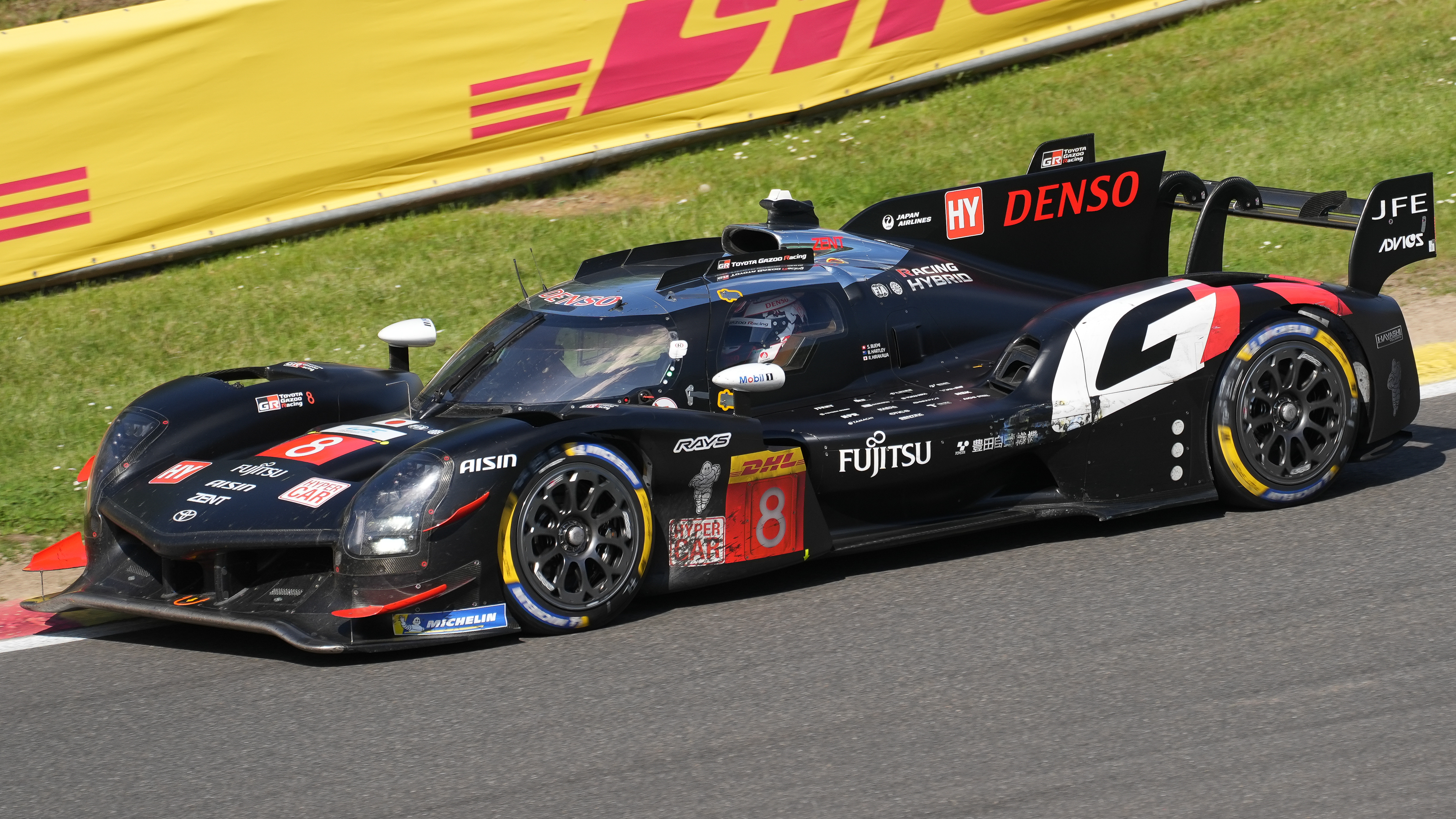
GR010賽車

2015年4月，豐田將「GAZOO Racing」、「TOYOTA Racing」及「LEXUS Racing」共同整合至「GAZOO Racing」，並以「製造更好的汽車，培養更多車迷」為核心理念。往後，豐田汽車是賽車賽事將使用「TOYOTA GAZOO Racing(TGR)」，而豐田汽車另一豪華品牌Lexus之賽車活動則改稱為「LEXUS GAZOO Racing(LGR)」，從此之後 GAZOO Racing 的賽車將使用黑紅白三色配色作為統一的品牌識別，且為培育具有賽車駕駛技術與維修調教等相關人才，豐田成立「凄腕技能養成部」，透過學員積極參與賽事，以深化品牌人才實力。
2016年，Super GT賽車手脇阪壽一（Juichi Wakisaka）退役，並成為TGR的品牌大使。同年，TGR獲得富士國際賽車場（Fuji Speedway）第一彎的命名權，將其更名為「TGR Corner」。此外，演員佐藤健（Takeru Satoh）也被任命為TGR的電視廣告代言人，負責品牌宣傳活動。
2017年，原本負責賽車開發的「TOYOTA GAZOO Racing Factory」進行改組，並成立新的「GAZOO Racing Company」，將TGR從部門層級提升為子品牌。作為獨立公司，獲得GR品牌決策的主導權，並以參加賽事所獲得的技術與經驗回饋予豐田市售車款做為目標導向，並將其業務劃分成「GRMN」、「GR」、「GR SPORT」及「GR PARTS」等四種級別，並在各地興建「GR Garage」作為GR品牌據點，提供高性能車輛維修與改裝服務，並販售車輛周邊商品，使TGR能夠在推廣性能品牌的同時，在商業上亦能獲利。
2019年，GR品牌首款車型「GR Supra」發布，同時推出「Copen GR SPORT」。2020年推出「GR Yaris」，標榜所售車款同樣擁有世界拉力錦標賽（WRC）冠軍車輛的功力，搭載四輪驅動系統GR-FOUR系統，並使用GR車款專屬工廠「GR FACTORY」製造，展現 TGR 對高性能車型的專業投入。2021年則推出第二代86，將原先86名稱冠名為GR86。2022年則更進一步基於豐田暢銷車型第12代Corolla的基礎上，推出高性能版本的GR Corolla，進一步增加GR品牌的陣容。

## 參與賽事

### 世界拉力錦標賽(WRC)
豐田GR世界拉力車隊(Toyota Gazoo Racing World Rally Team/簡稱TGR WRT)總部位於芬蘭于韋斯屈萊（Jyväskylä）。該車隊最初名為Tommi Mäkinen Racing，由職業賽車手Tommi Mäkinen獨立運營，2017年豐田開始合作，期盼能藉此重返世界拉力錦標賽。2020年，Toyota Gazoo Racing歐洲分部（TGR Europe）收購Tommi Mäkinen Racing及其相關資產，車隊最終正式納入豐田的直屬管理體系。
TGR WRT於2017年至2021年間使用Yaris WRC參賽，並在2018年及2021年兩度奪得製造商總冠軍。此外，2019年奧特·塔納克（Ott Tänak）與馬丁·賈維歐亞（Martin Järveoja）奪得車手與副駕駛冠軍，2020年與2021年則由賽巴斯蒂安·奧吉爾（Sébastien Ogier）與朱利安·英格拉希亞（Julien Ingrassia）取勝。
自2022年起，TGR WRT車隊改以混合動力的GR Yaris Rally1參賽，並在首年即奪得第三座製造商冠軍，同時由卡萊·羅萬佩拉（Kalle Rovanperä）與約恩·哈爾圖寧（Jonne Halttunen）贏得車手與副駕駛冠軍。
車隊現任領隊為前拉力車手雅里-馬蒂·拉特瓦拉（Jari-Matti Latvala），而前世界冠軍尤哈·坎庫寧（Juha Kankkunen）亦擔任重要管理職務。

### FIA世界耐力錦標賽(WEC)
TGR Europe的前身為豐田賽車（Toyota Motorsport GmbH, TMG），於2016年改名為TGR歐洲分部（TGR Europe），其總部設於德國科隆。自2016年起，TGR Europe開始以Toyota Gazoo Racing名義參賽，至今已四度奪得世界耐力錦標賽總冠軍，其中使用LMP1級別的TS050 Hybrid三度贏得利曼24小時耐力賽，並於LMH（勒芒超級賽車）級別的GR010 Hybrid賽車上再添兩座利曼冠軍。此外，TGR Europe亦派出車隊參加紐柏林24小時耐力賽（Nürburgring 24 Hours），挑戰極限耐力賽事。

### 超級GT(Super GT)
Toyota Gazoo Racing於2020年宣布，將在日本Super GT賽事中使用Toyota Supra參賽，並與多支車隊進行合作，包括：TGR Team au TOM'S、TGR Team SARD、TGR Team WedsSport Bandoh、TGR Team KeePer TOM'S、TGR Team Wako's ROOKIE、TGR Team ZENT Cerumo等車隊，其中，TGR Team au TOM'S在2021年、2023年與2024年三度奪得GT500組別的Super GT總冠軍。

### 拉力越野賽（Rally-Raid）
Toyota Gazoo Racing的達卡拉力賽（Dakar Rally）及FIA世界拉力越野錦標賽（W2RC）參賽事務由Toyota Gazoo Racing South Africa負責運營，該名稱為獨立公司Hallspeed的別稱。車隊自2012年起，以Toyota South Africa名義參與國內外拉力越野賽。2019年，納賽爾·阿提亞（Nasser Al-Attiyah）與馬修·博梅爾（Mathieu Baumel）奪得達卡拉力賽汽車組總冠軍。2020年起，車隊更名為Toyota Gazoo Racing，並獲得母公司更大規模的支持。TGR於2022年與2023年再次奪得達卡冠軍，並在2022年贏得首屆世界拉力越野錦標賽總冠軍。此外，立陶宛車手Benediktas Vanagas與愛沙尼亞領航員Kuldar Sikk 亦在國際賽事中，以Toyota Gazoo Racing Baltics名義參賽，並獲得當地Toyota經銷商的支持。

### 各國賽事
- 英國：Speedworks Motorsport負責運營Toyota Gazoo Racing UK的英國房車錦標賽（BTCC）賽車[23]。

- 阿根廷：Toyota Gazoo Racing Argentina參加多項阿根廷國內賽事[24]。

### 一級方程式賽車（Formula One）
2024年10月11日，豐田與Haas F1 Team宣布達成技術合作，TGR將提供設計、技術與製造支援，而Haas則提供技術專業與商業合作，包括TGR品牌標誌將出現在Haas F1賽車上。在合作聲明中，豐田社長豐田章男（Akio Toyoda）再次強調，豐田並非重返F1，而是希望讓工程師、技術人員與車手獲得F1經驗。不過，2025年1月，TGR全球賽事總監Masaya Kaji表示，豐田正在研究重返F1的可能性。這是豐田自2009年宣布退出F1後，再次以廠隊的身份參加F1。

## 車款
Gazoo Racing參與三種不同類型車輛的開發：
1. GRMN車型（Gazoo Racing, tuned by the Meister of the Nürburgring）：為GR品牌中最為極致的級別，性能也將比GR版更為優秀。GRMN車型由「紐柏林大師」（Meister of the Nürburgring）調校，表示極限性能與高端製造工藝的結晶，且產量非常稀少。
2. GR車型（Gazoo Racing）：專門為高性能而打造的車輛，根據Gazoo Racing的賽車經驗進行設計與開發，提供卓越的駕駛與操控體驗。車型通常為是專門開發，具有極致的性能與賽道精神。
3. GR Sport車型：針對現有車型的入門級改裝版本，針對希望能夠體驗到更具運動化風格的車主。GR Sport車型提供更強調運動性能的外觀與配置，兼顧日常的實用性與耐用性。

### GRMN

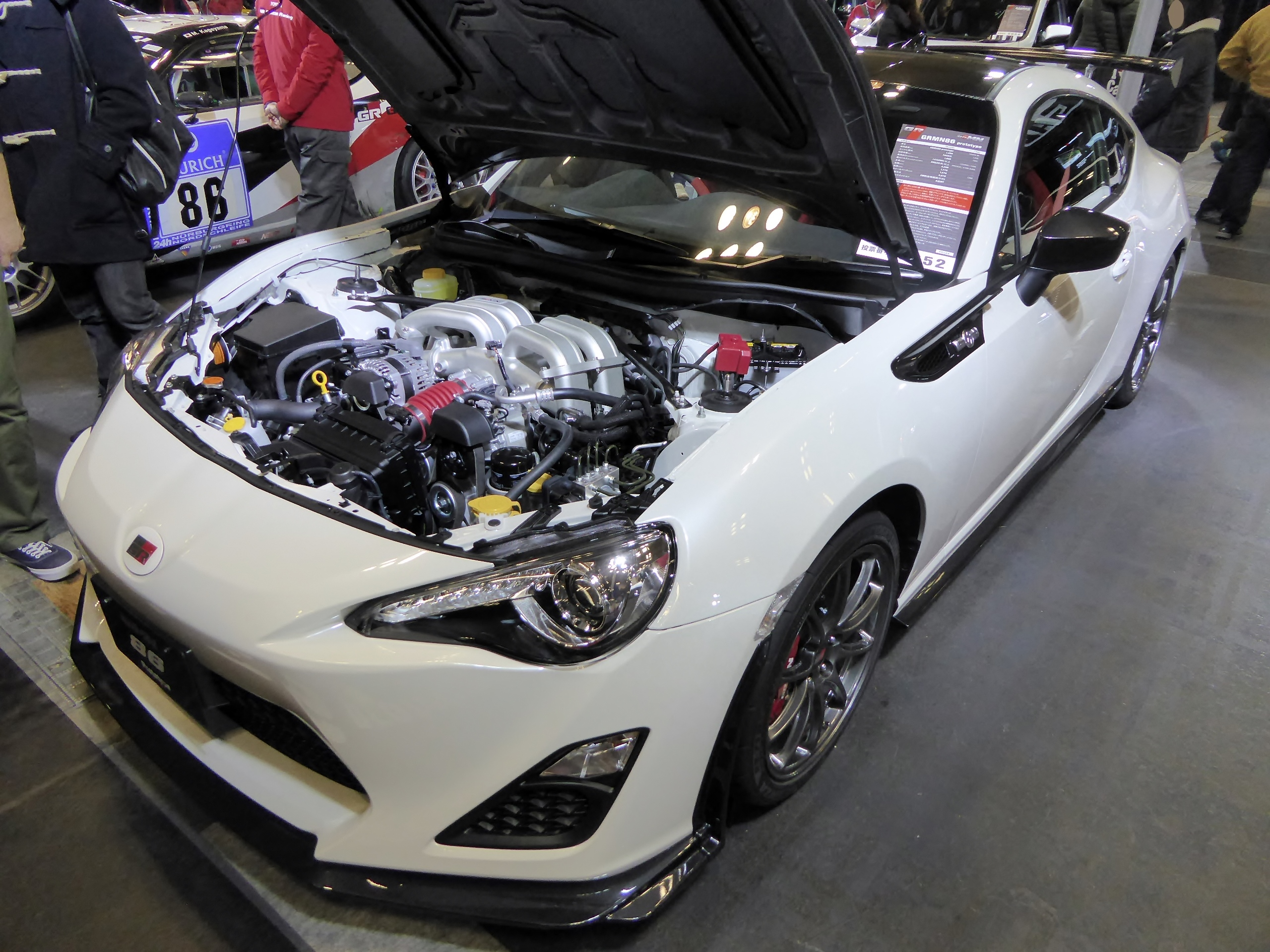
86 GRMN
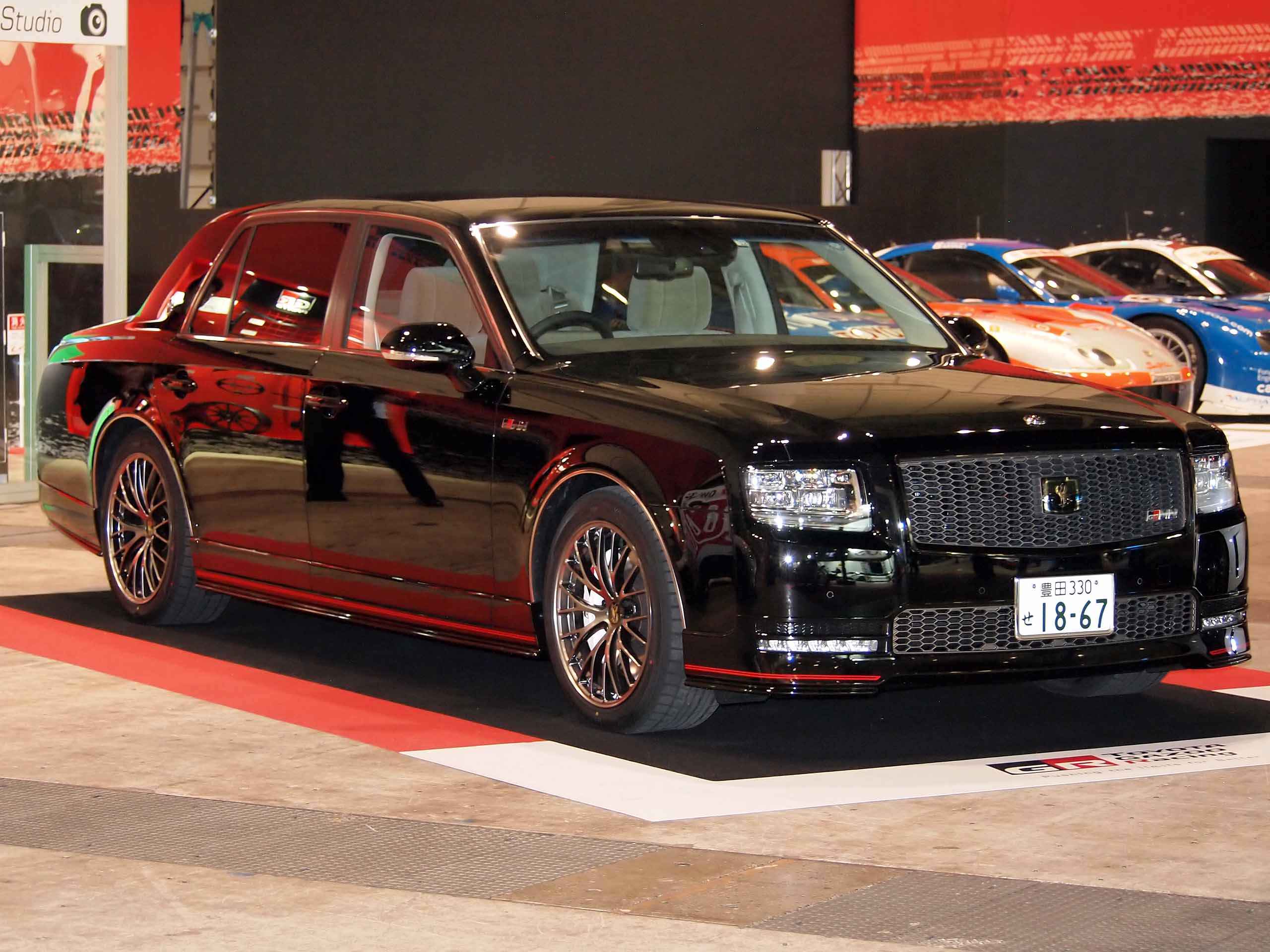
Century GRMN
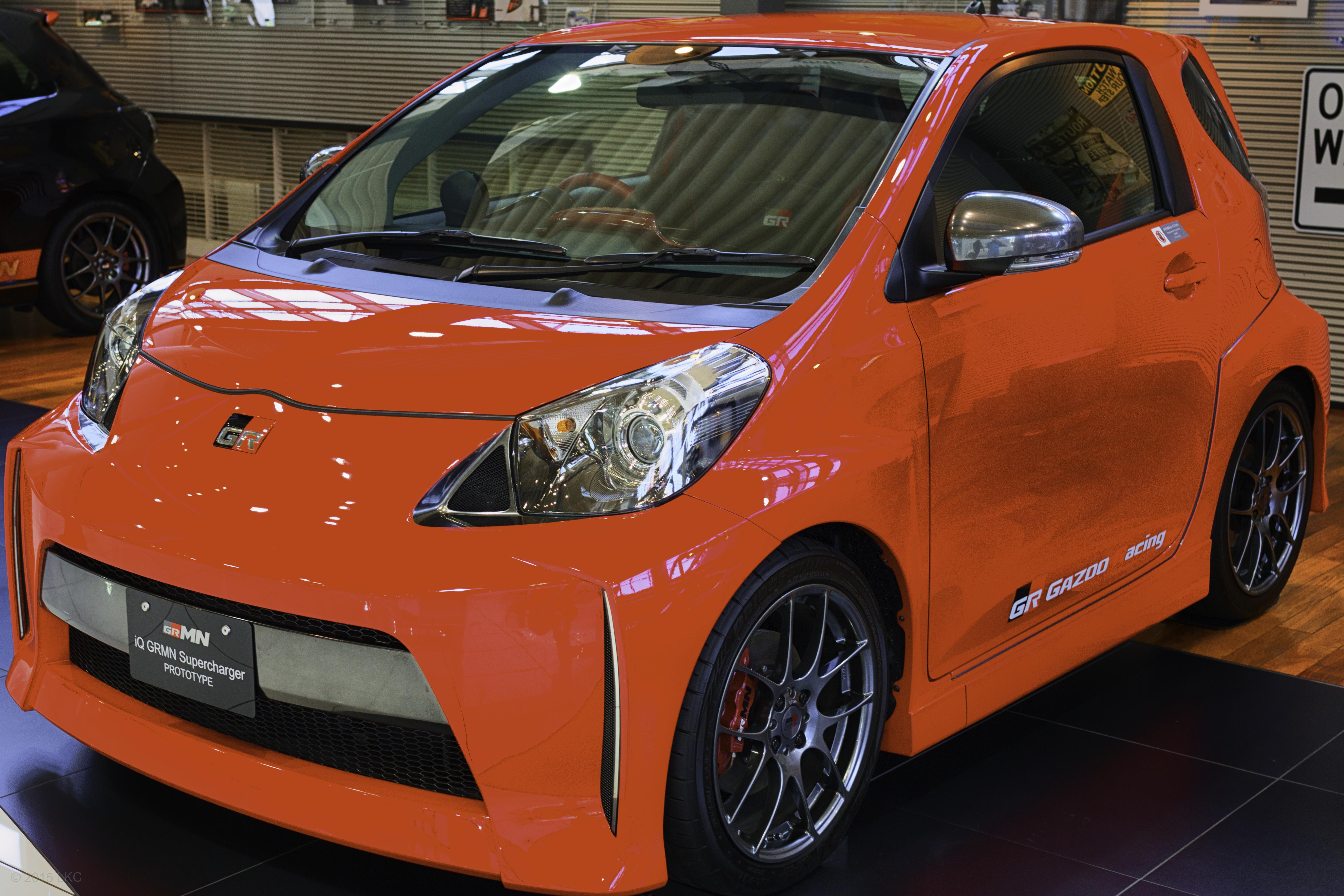
iQ GRMN Supercharger
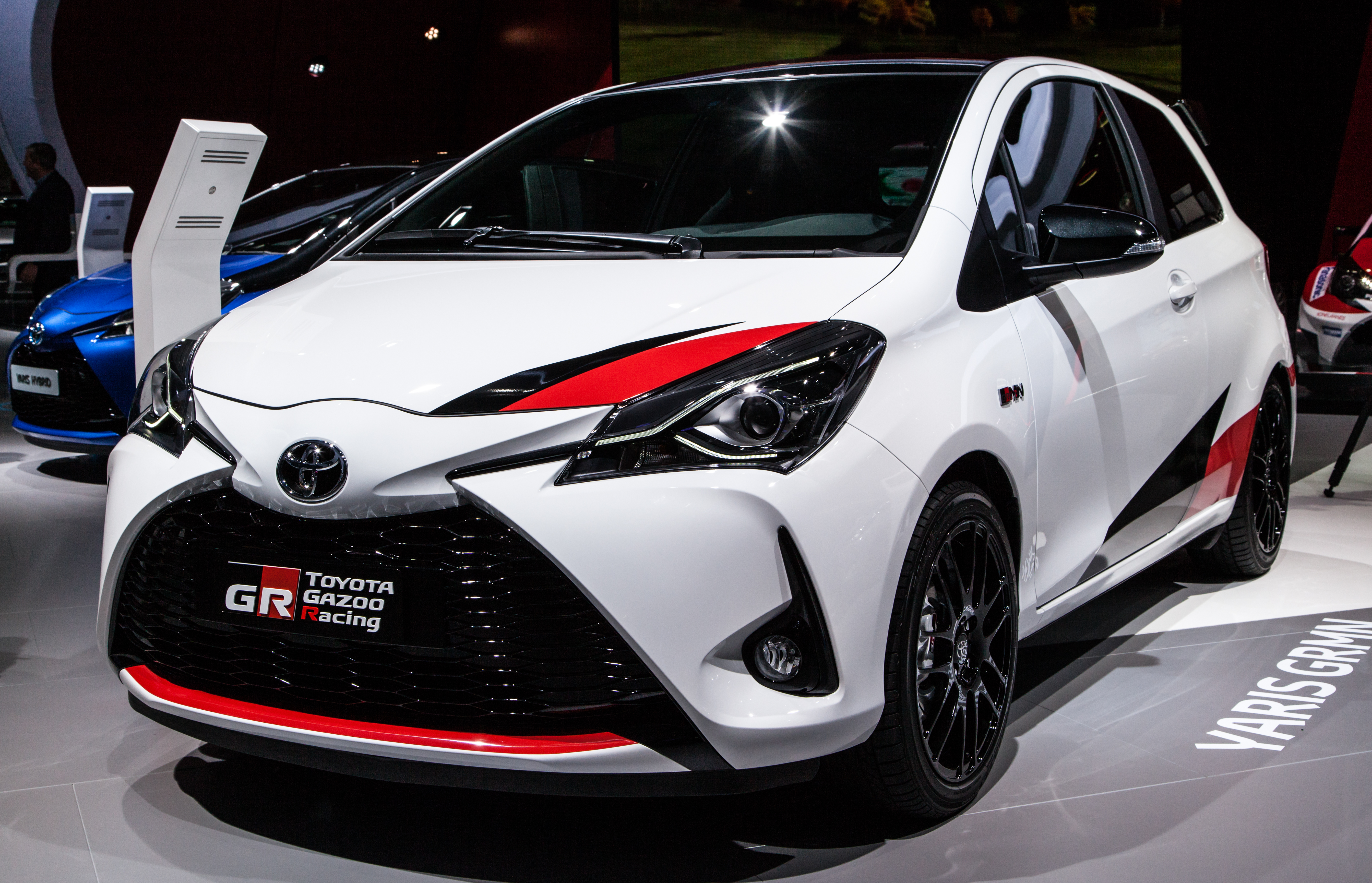
Yairs GRMN
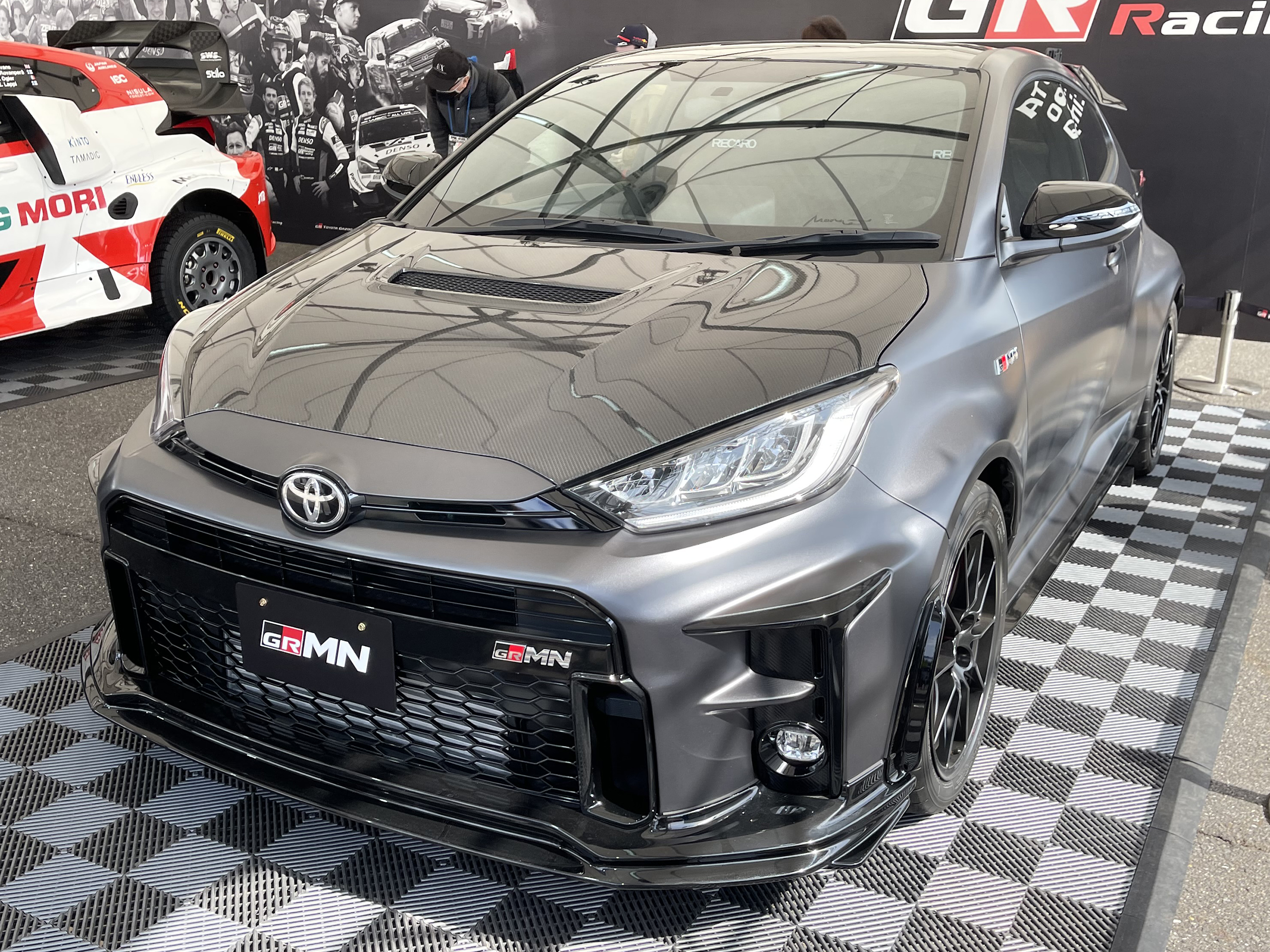
GRMN yaris
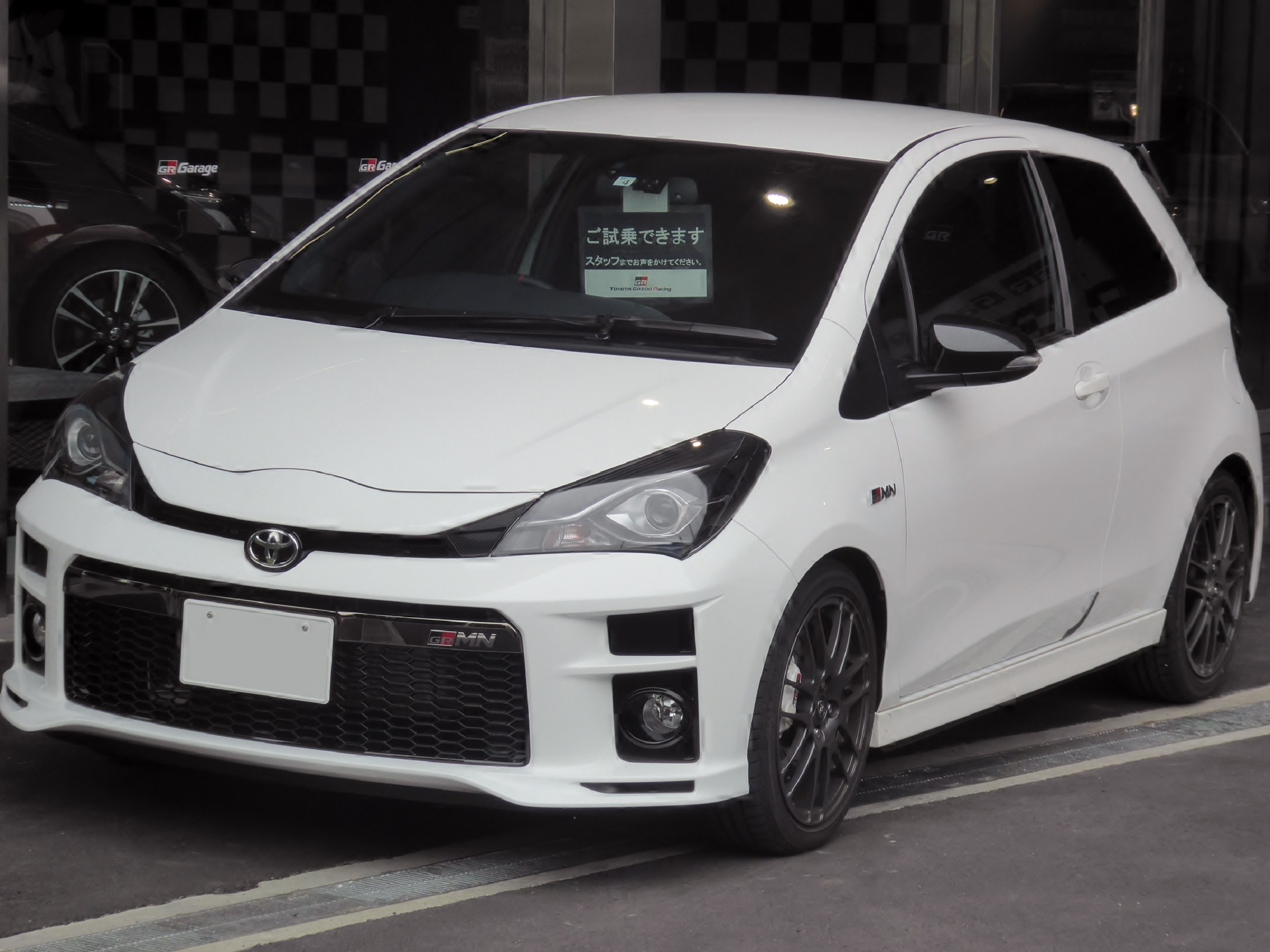
Vitz GRMN
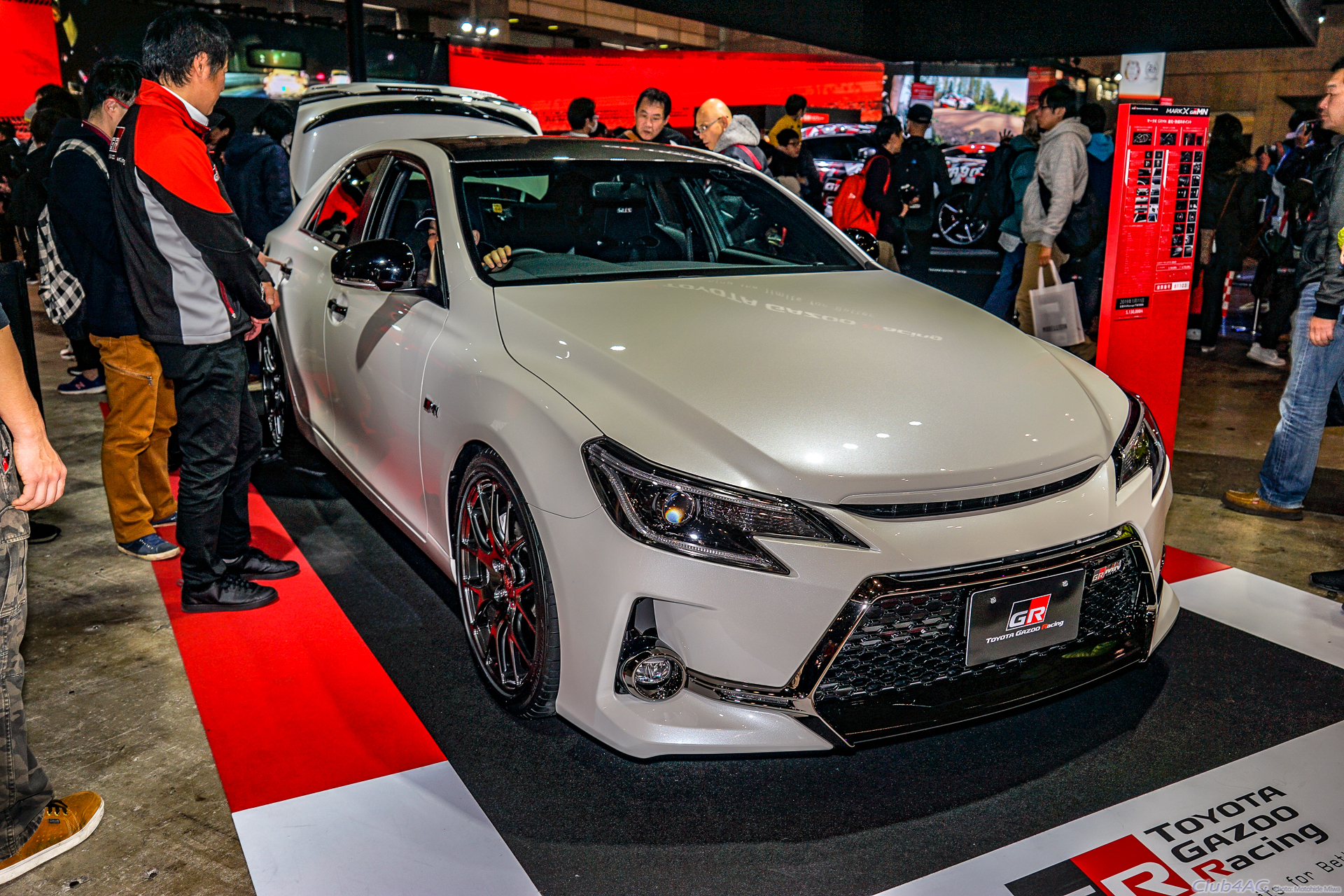
Mark X GRMN
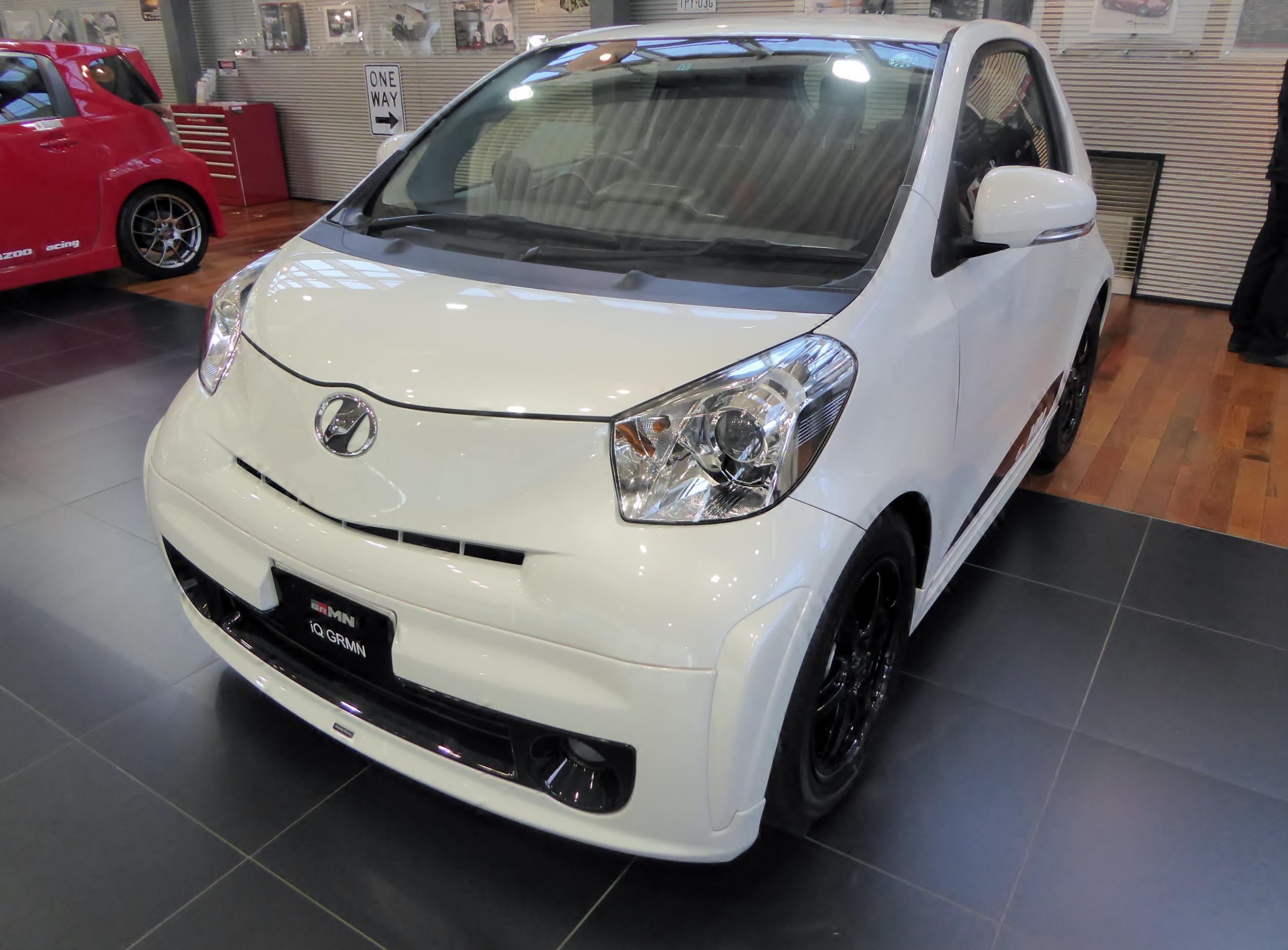
iQ GRMN
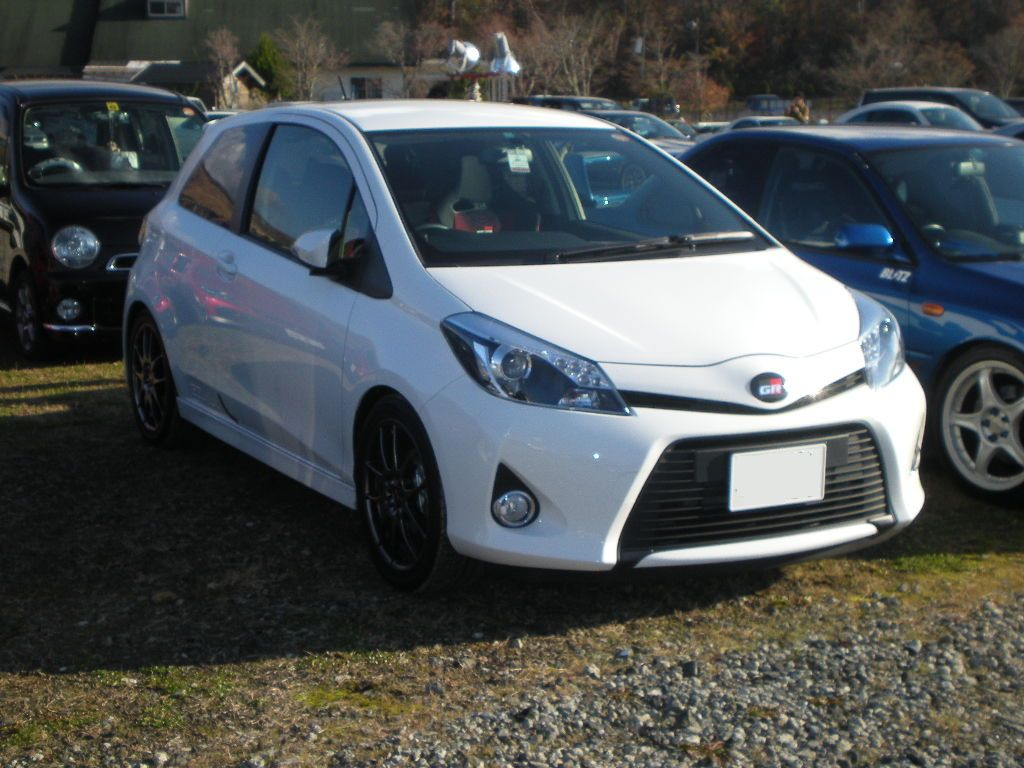
Vitz GRMN Turbo

### GR

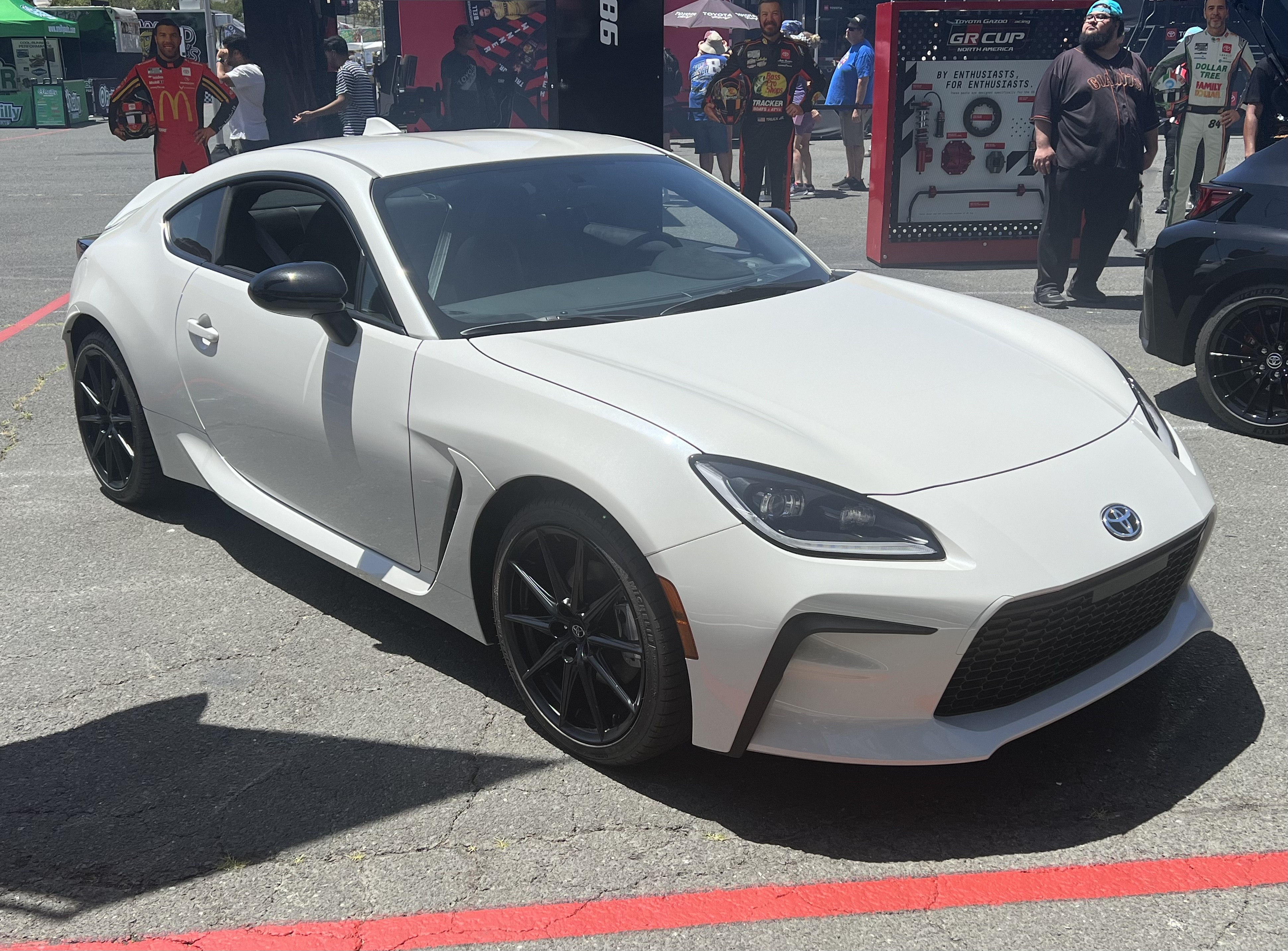
GR86
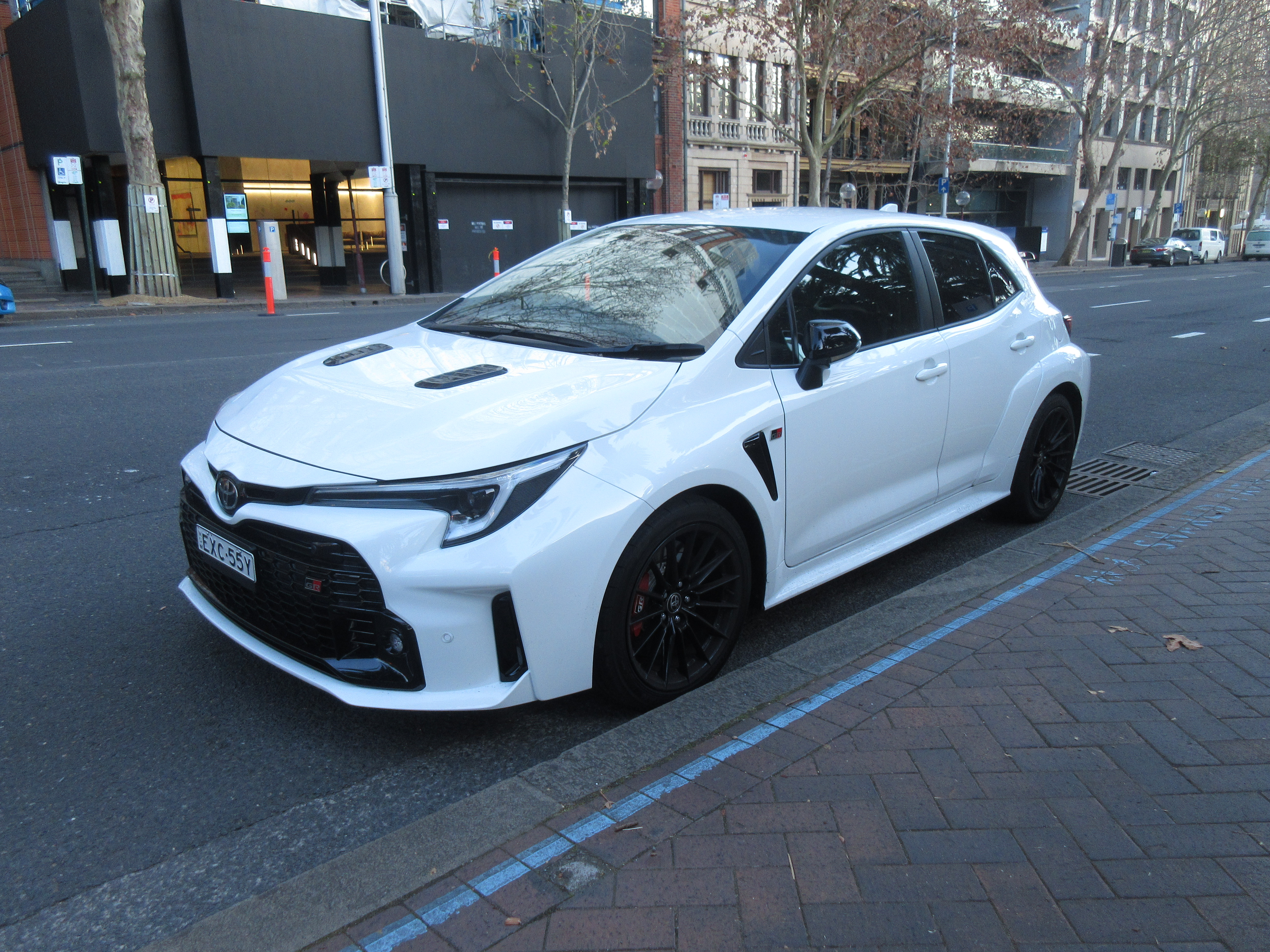
GR Corolla
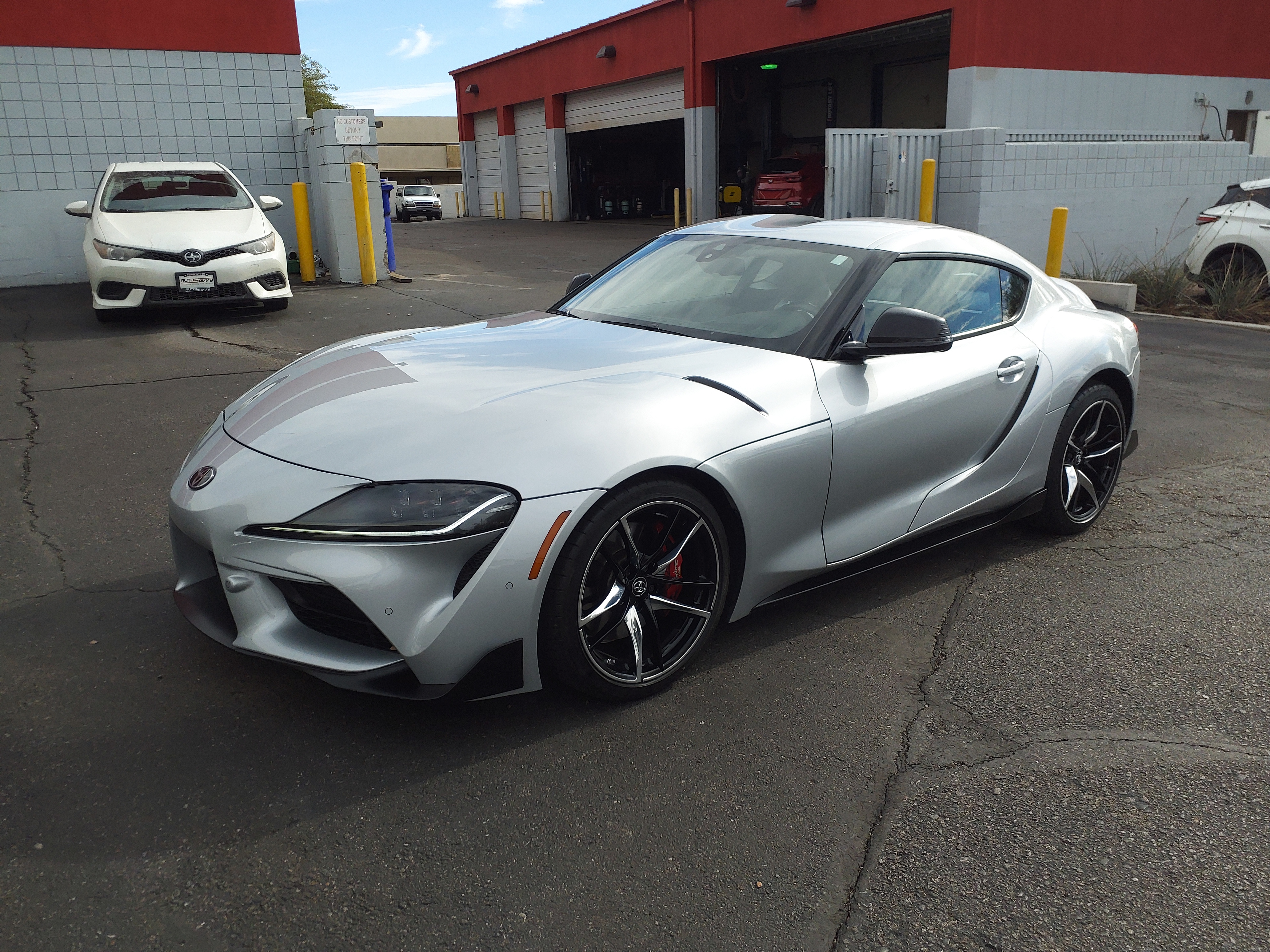
GR Supra
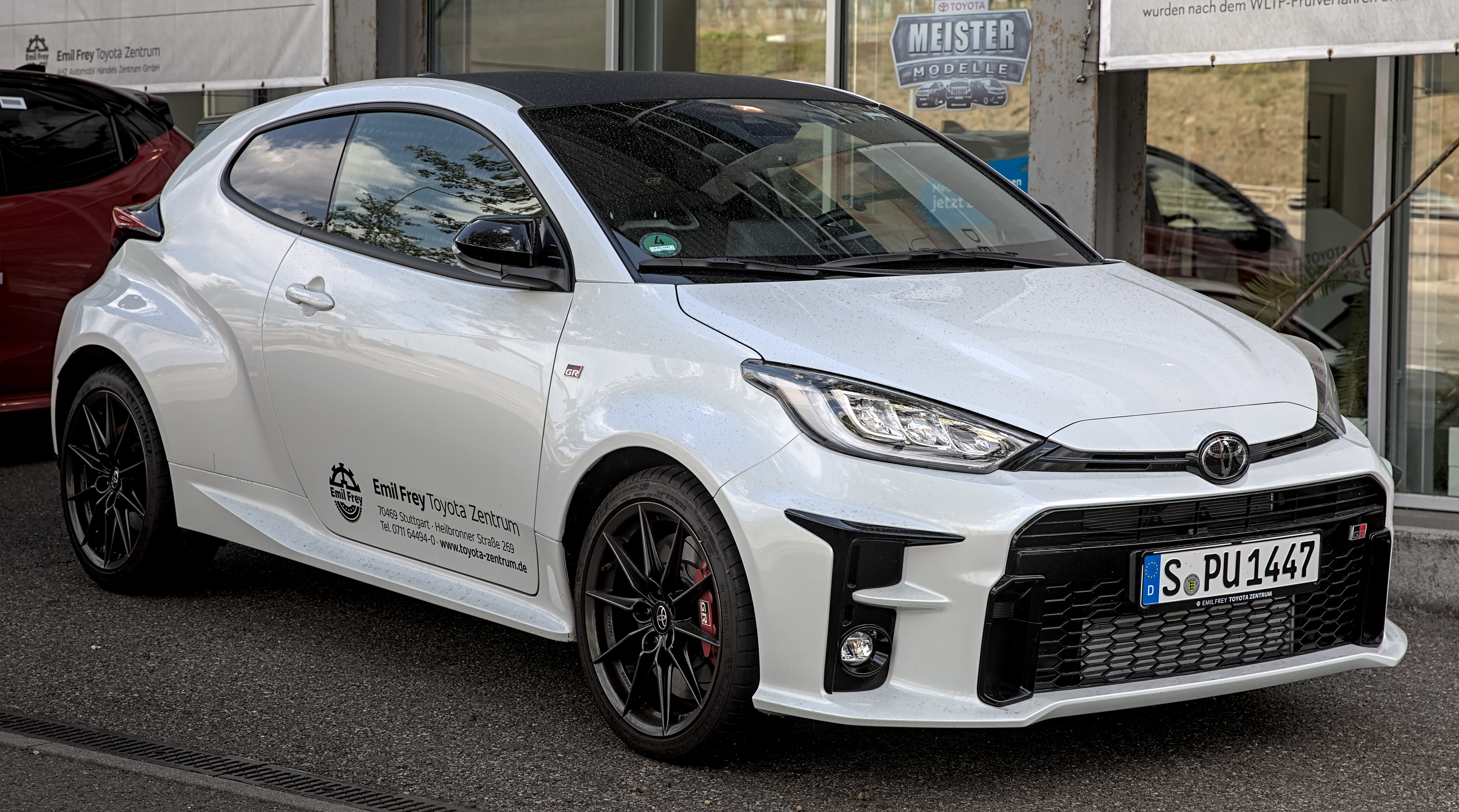
GR Yaris

### GR Sport

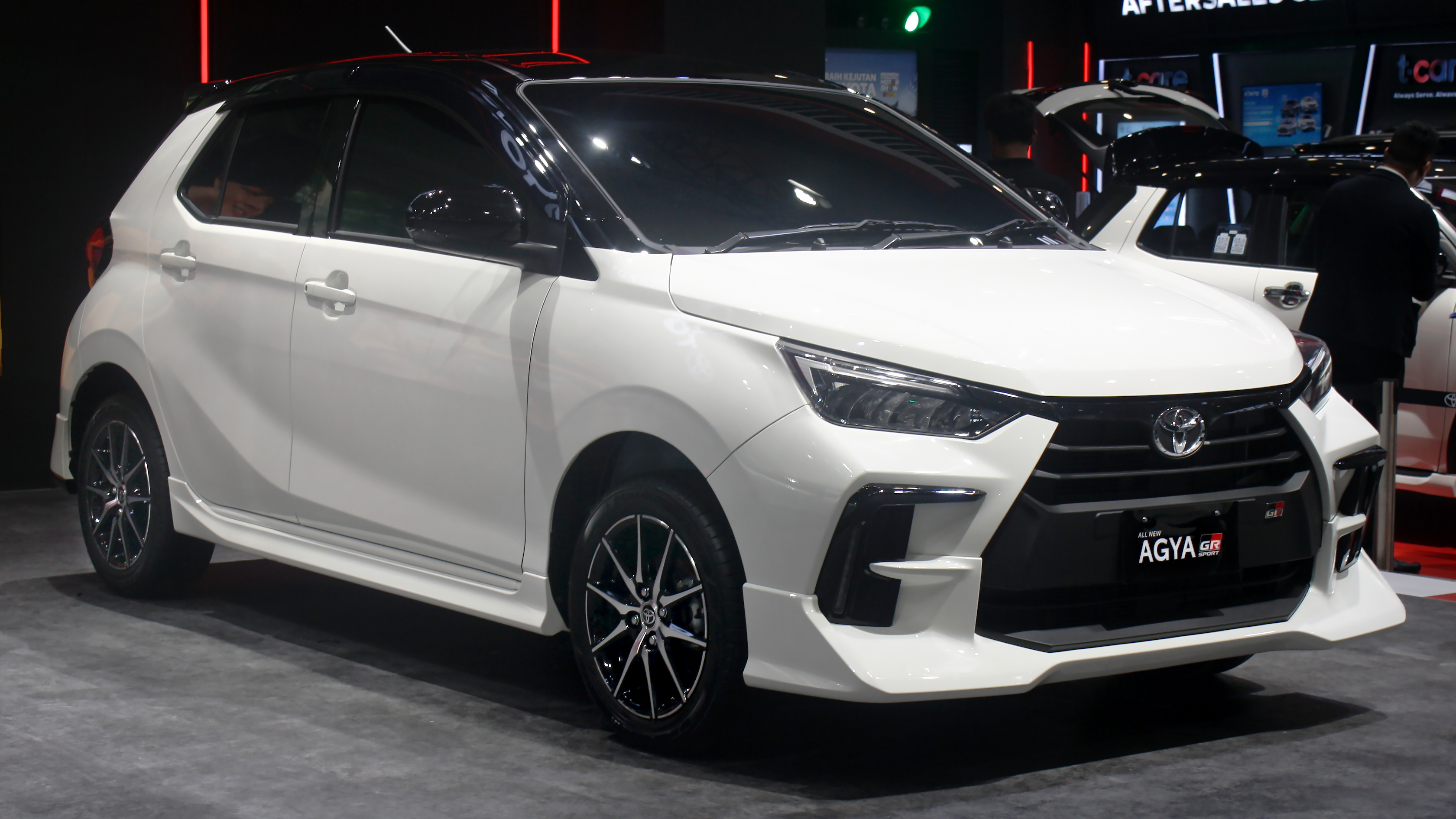
Agya GR Sport
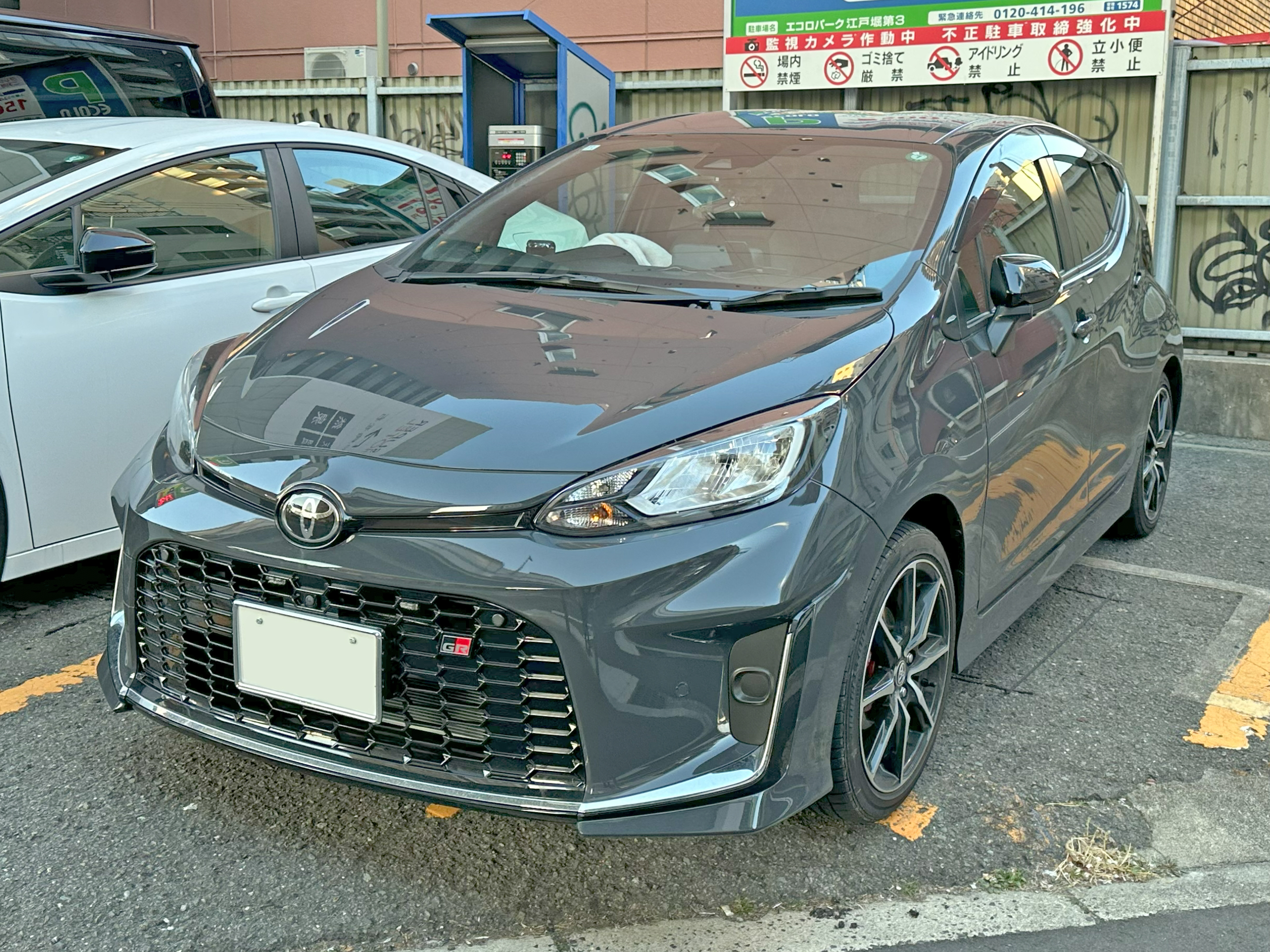
Aqua GR Sport
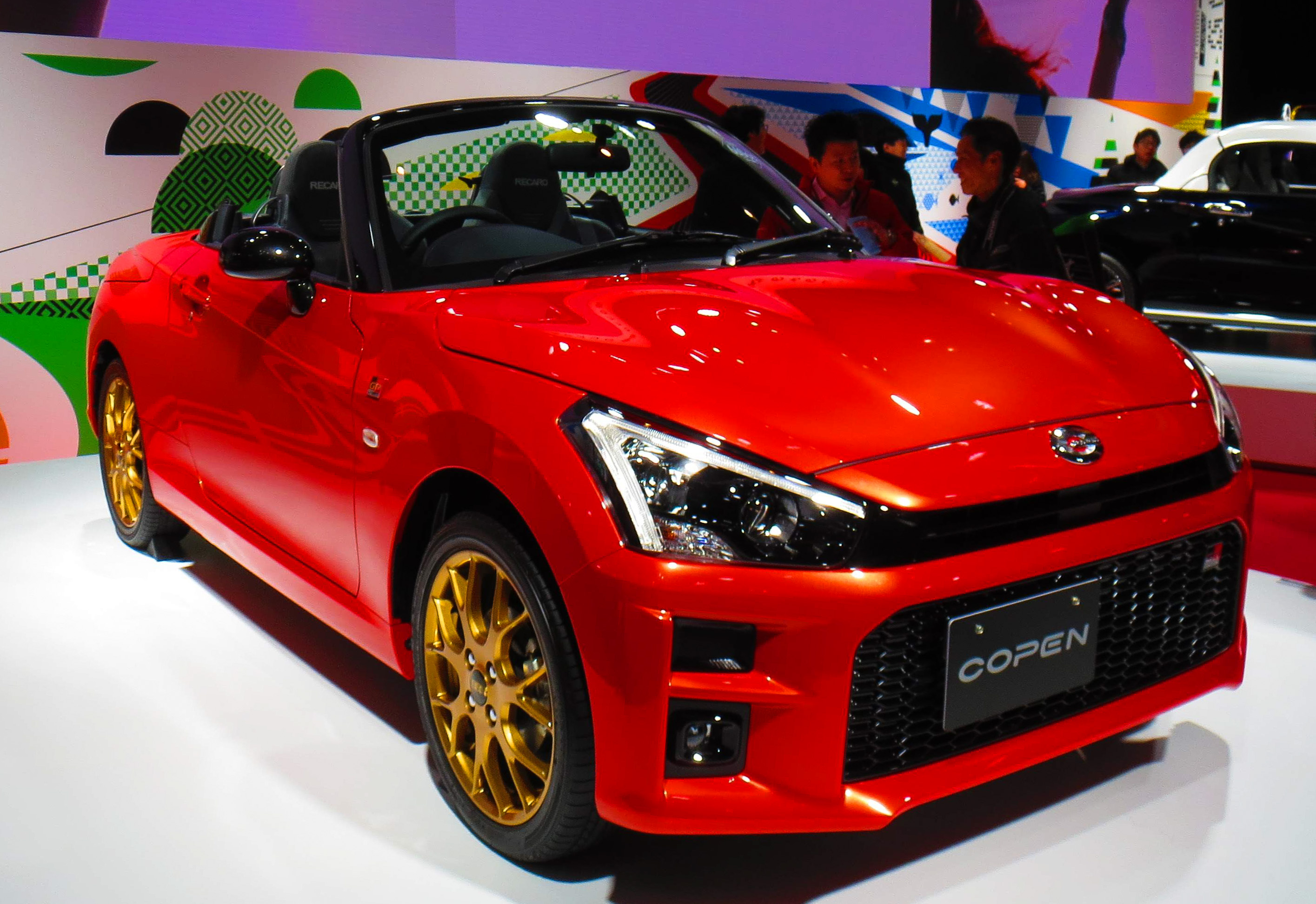
Copen GR Sport
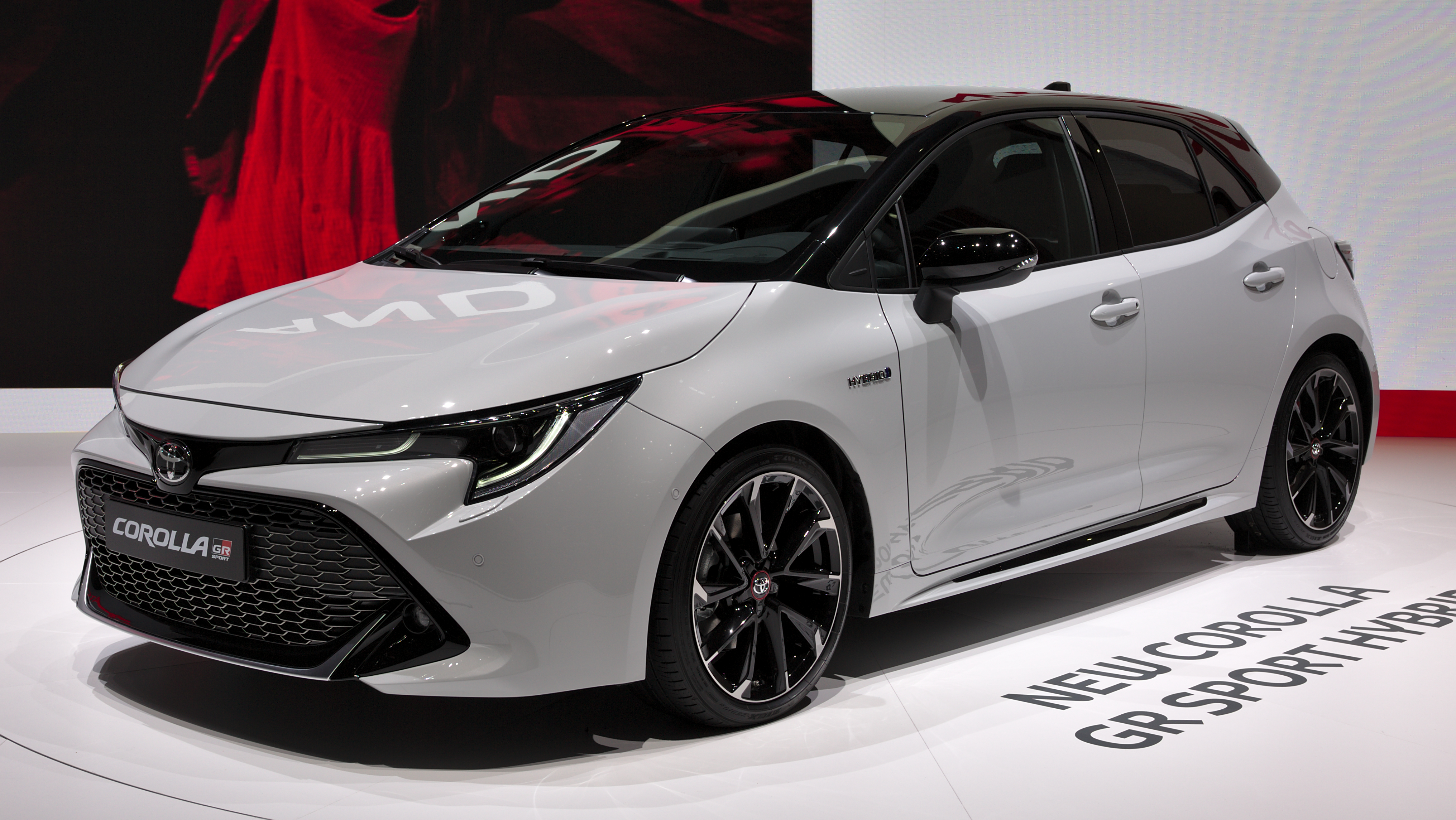
Corolla GR Sport
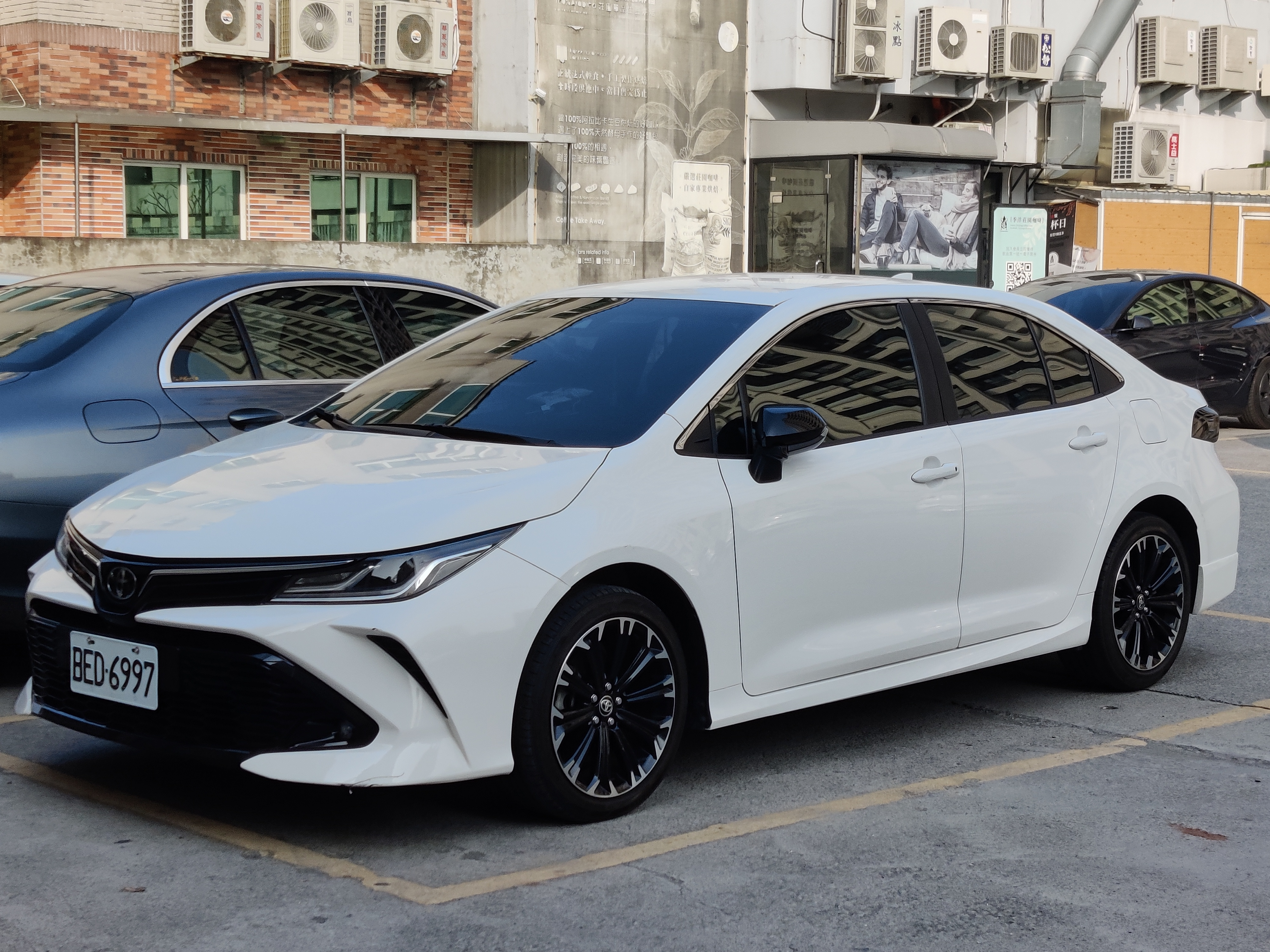
Corolla Altis GR Sport
Corolla Cross GR Sport
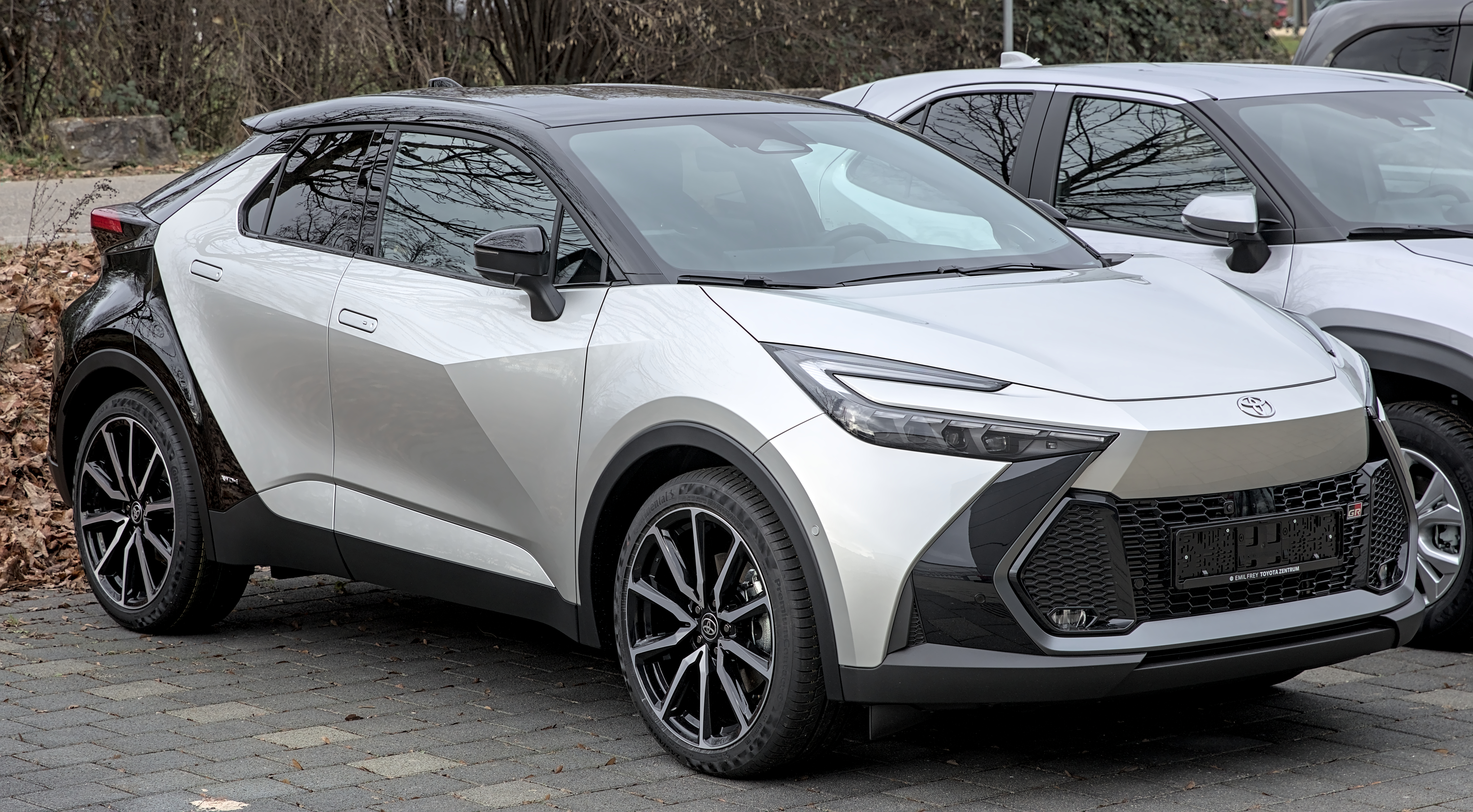
C-HR GR Sport
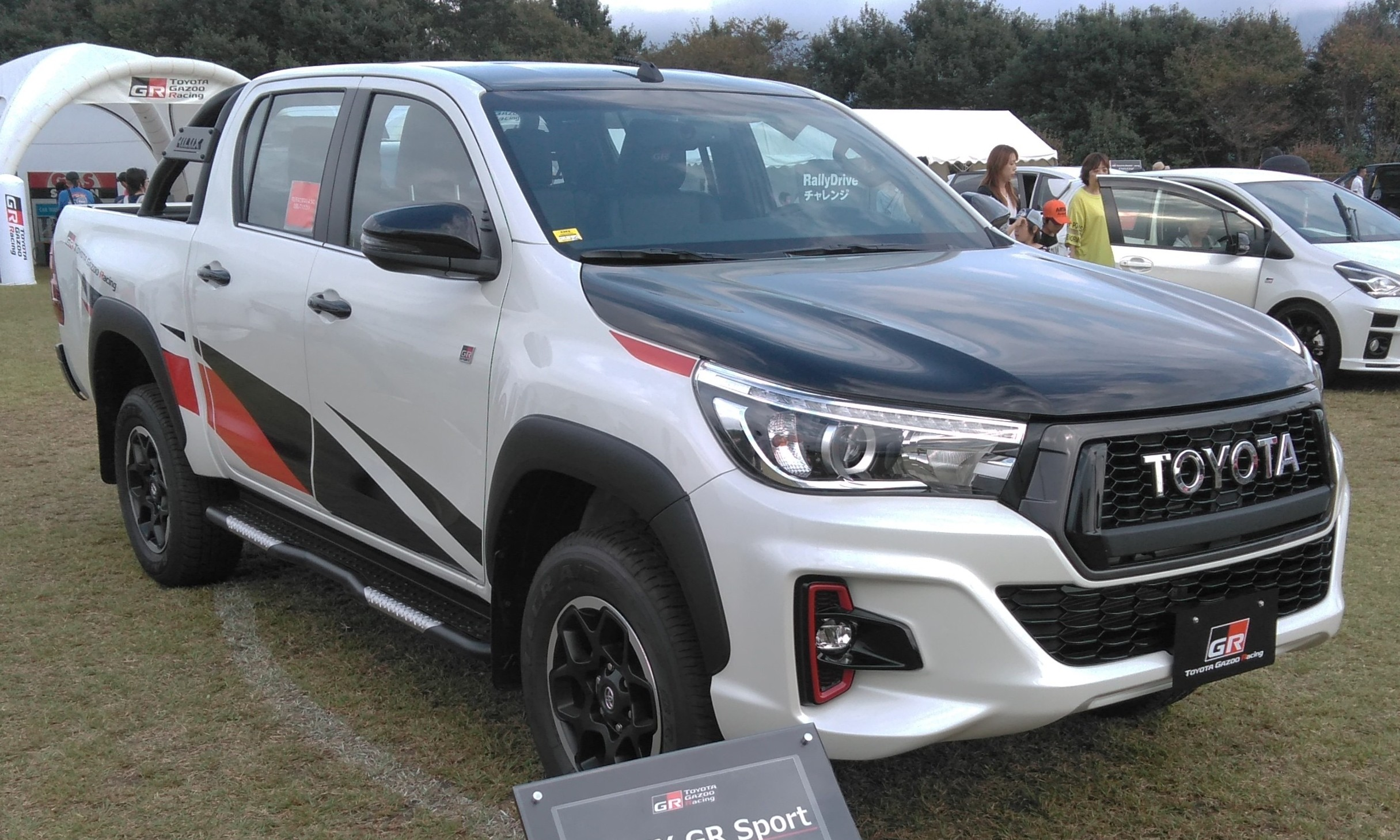
Hilux GR Sport
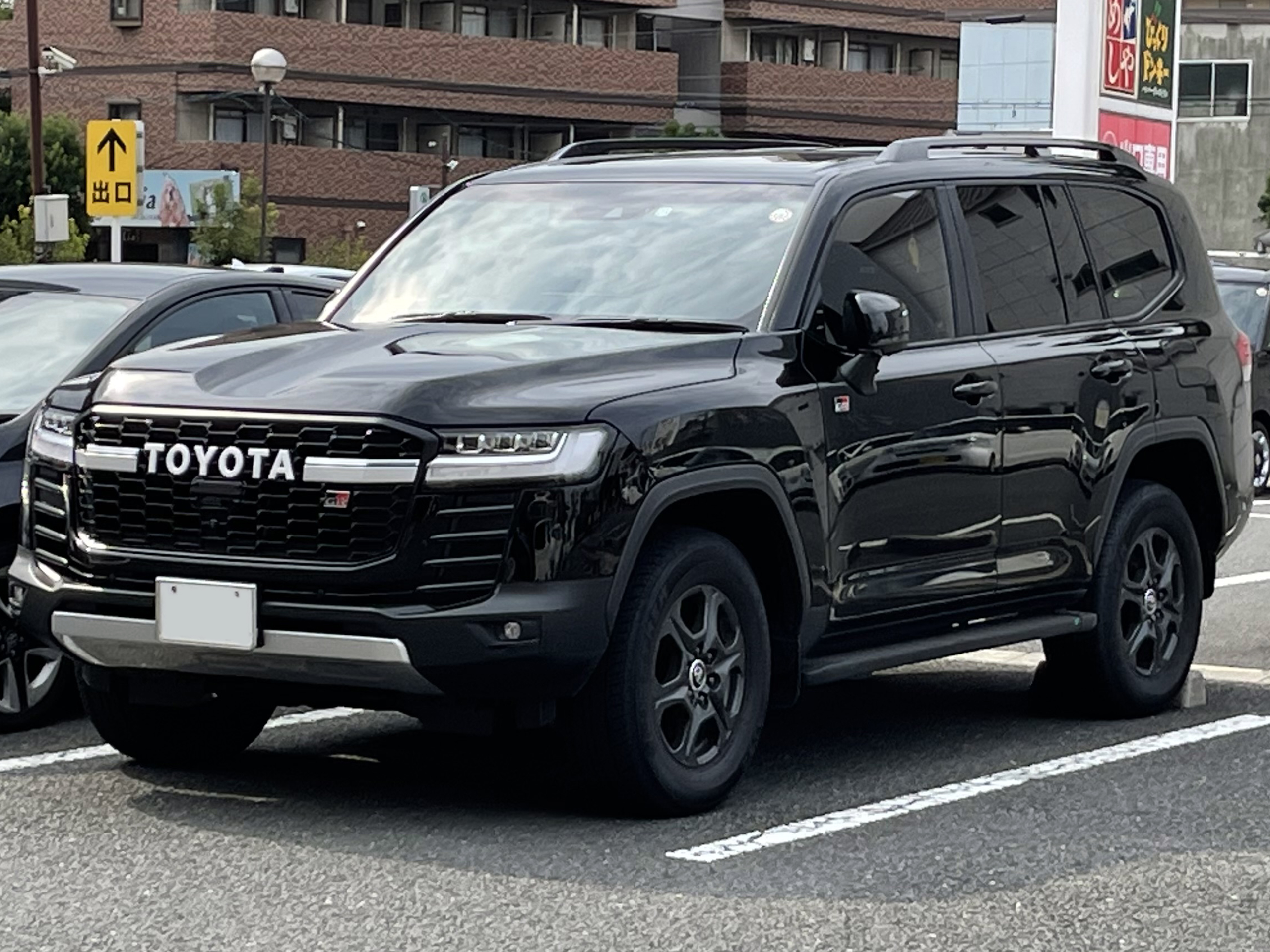
Land Cruiser GR Sport
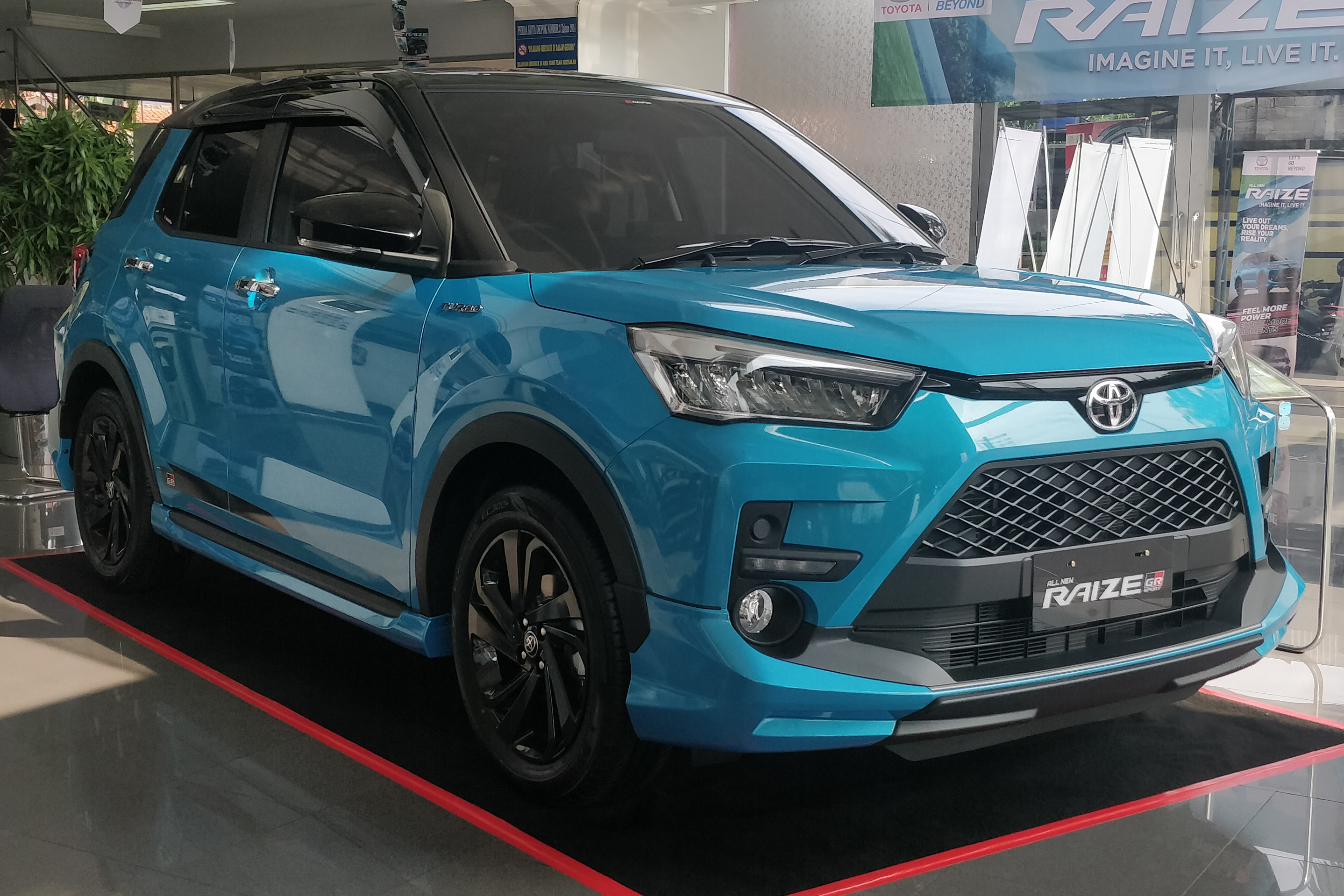
Raize GR Sport
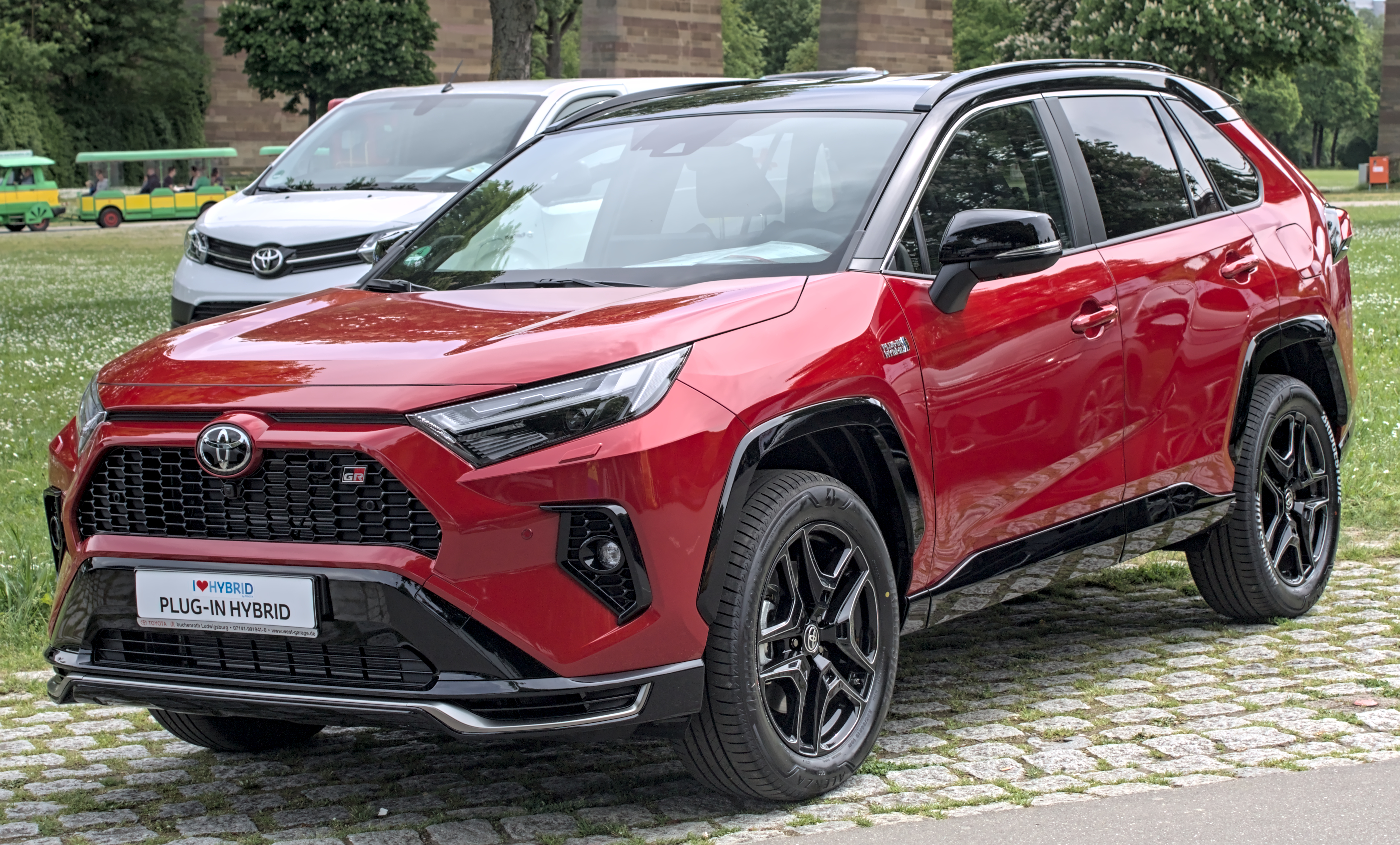
RAV4 GR Sport
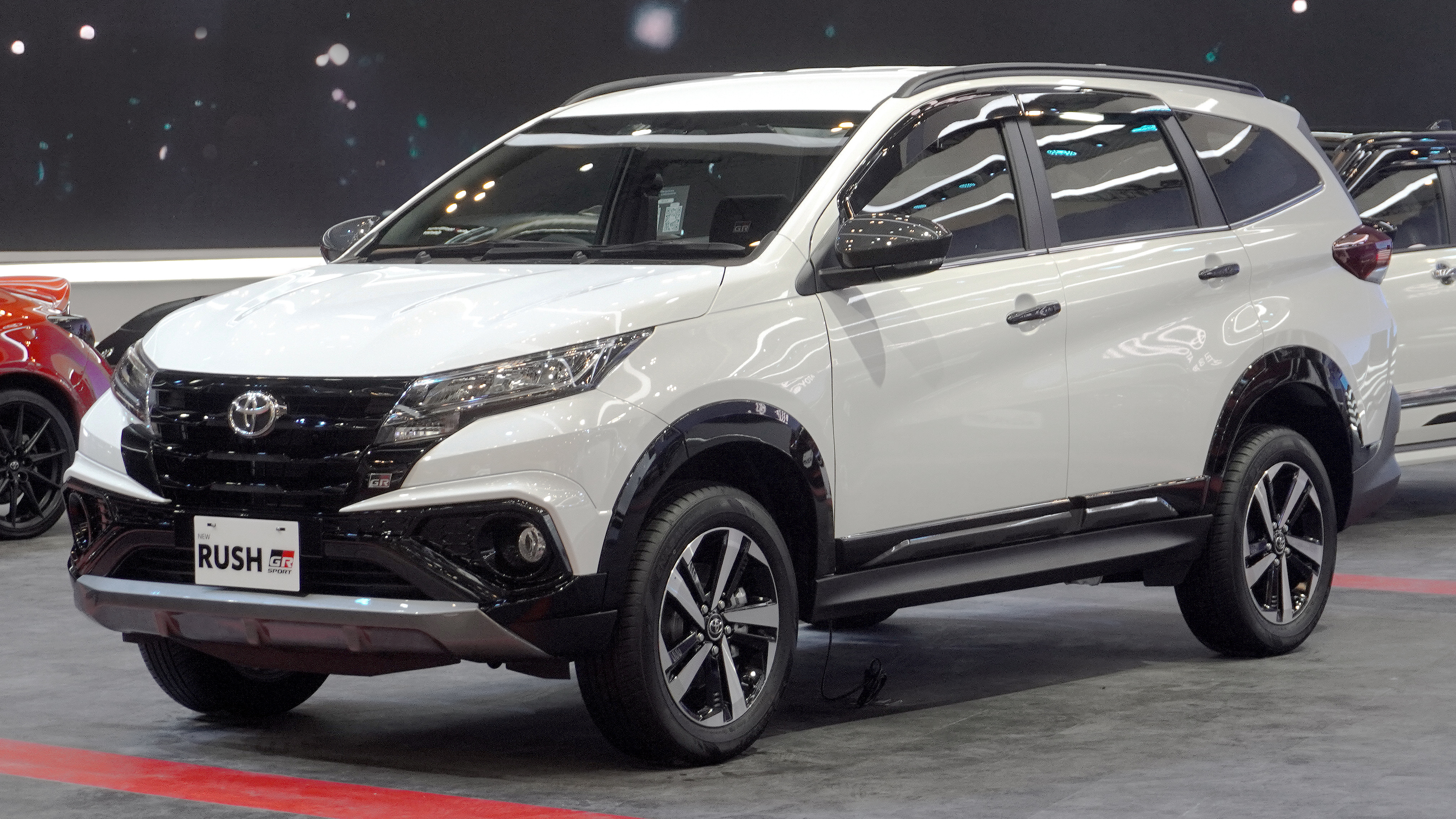
Rush GR Sport
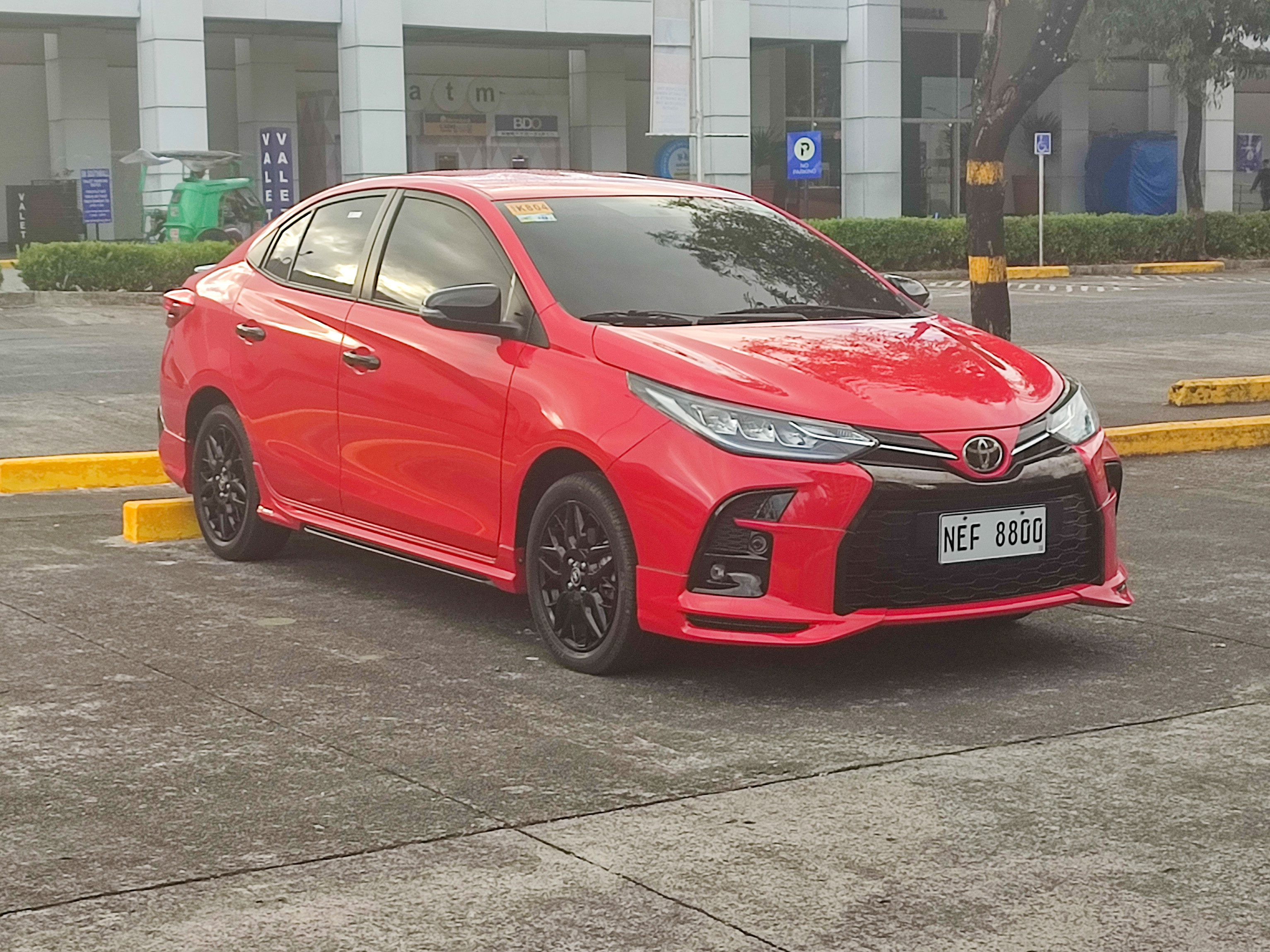
Vios GR Sport
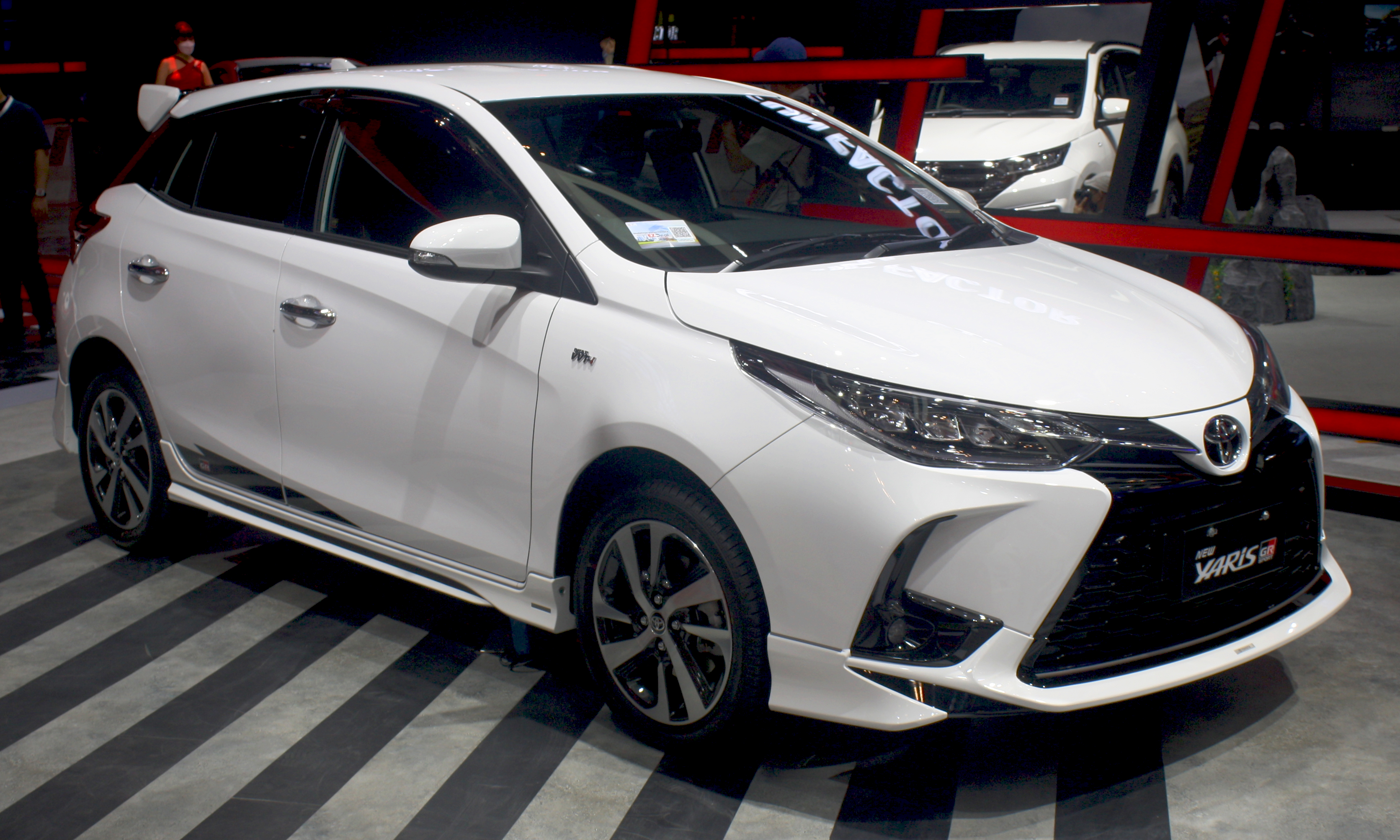
Yaris GR Sport
Yaris Cross GR Sport
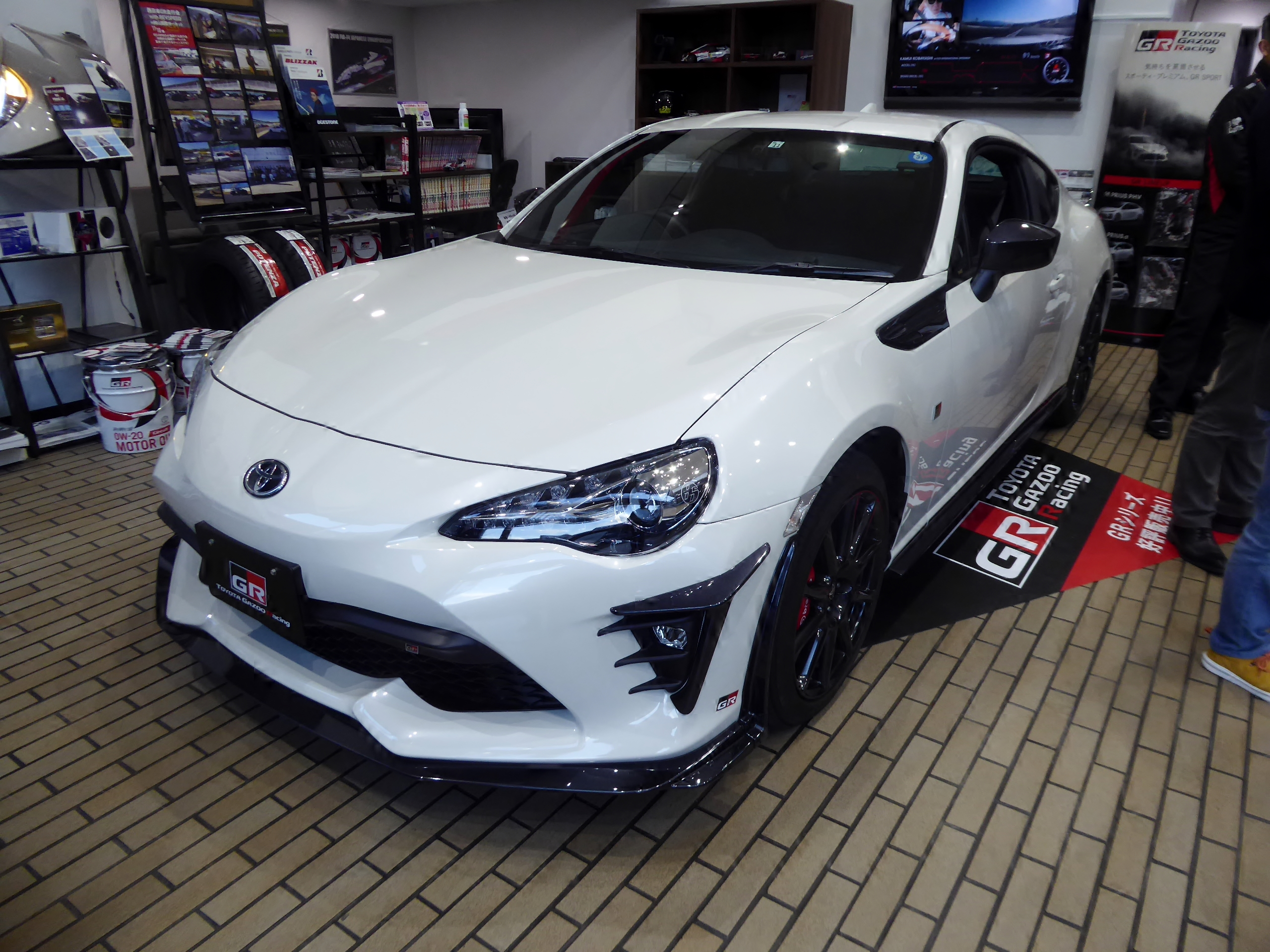
86 GR sport
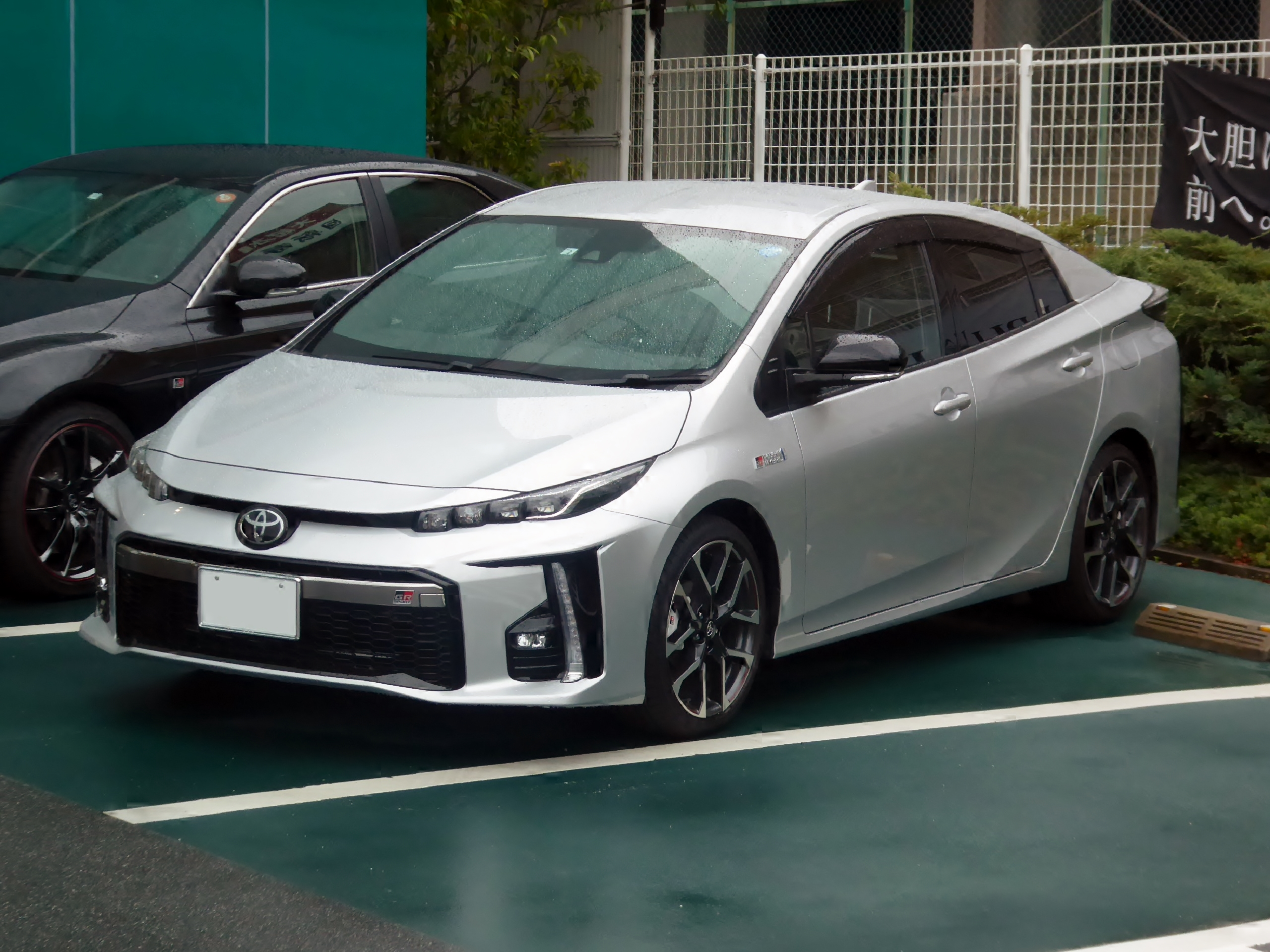
Prius GR Sport
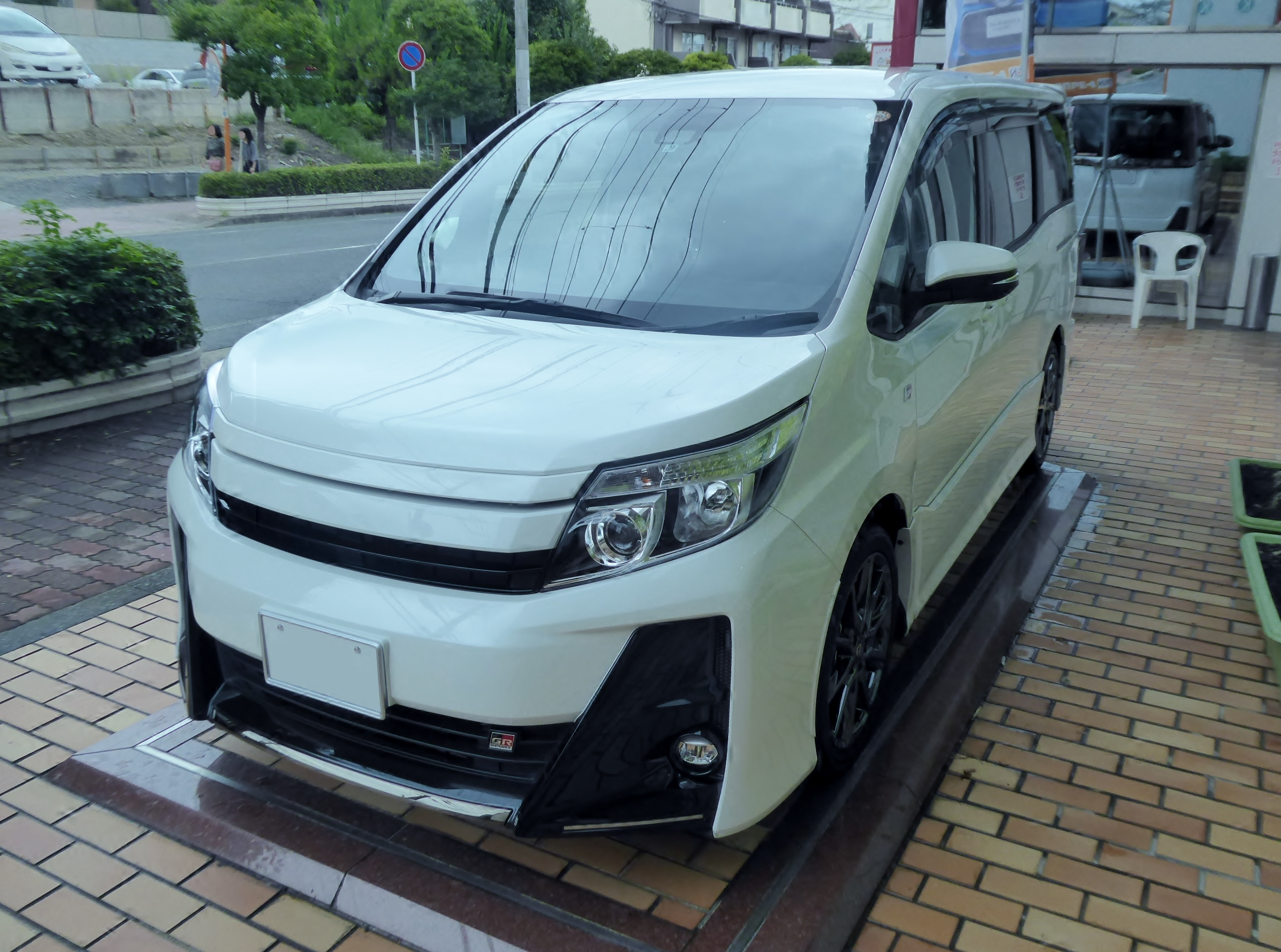
Noah GR Sport
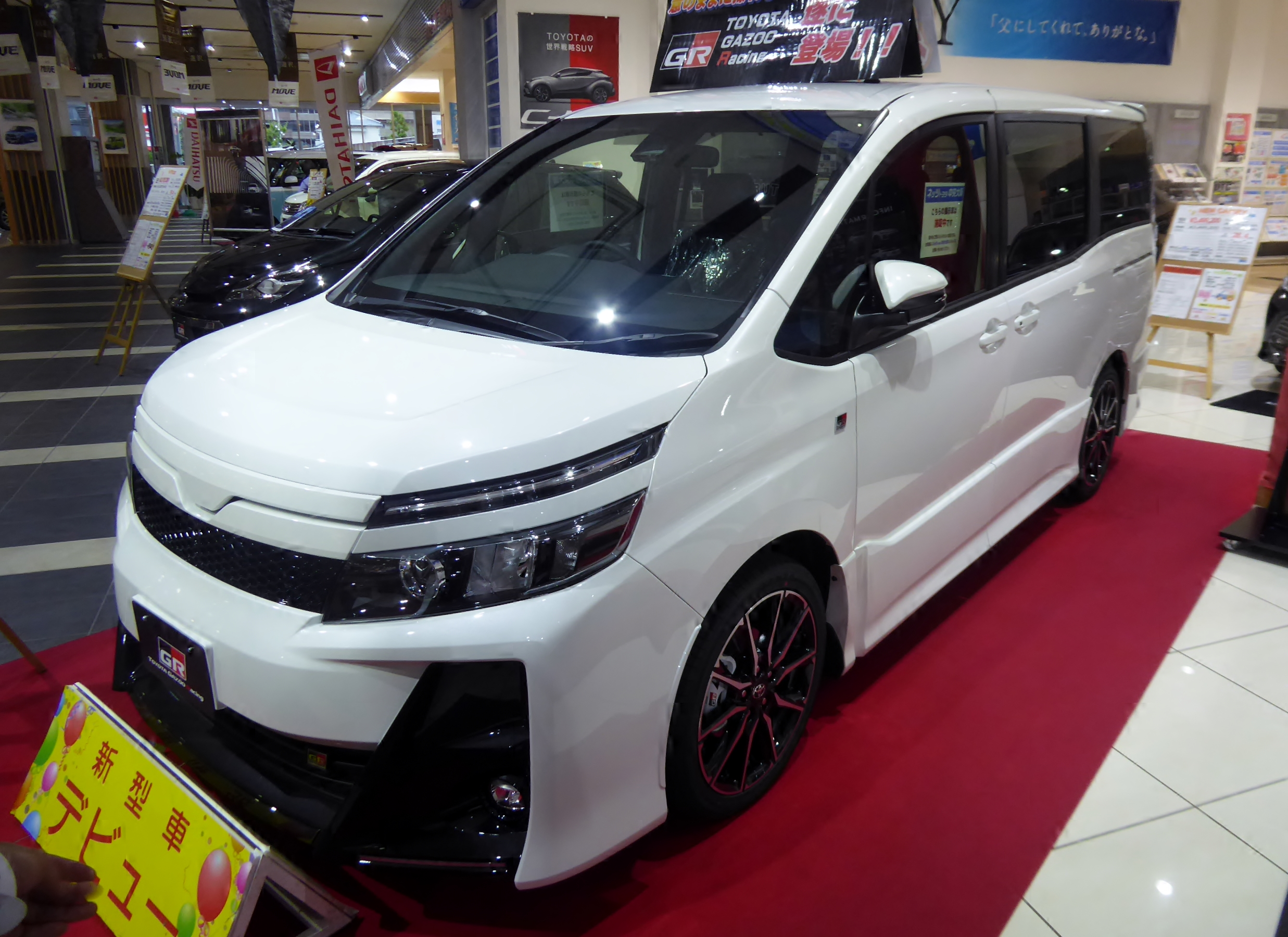
Voxy GR Sport
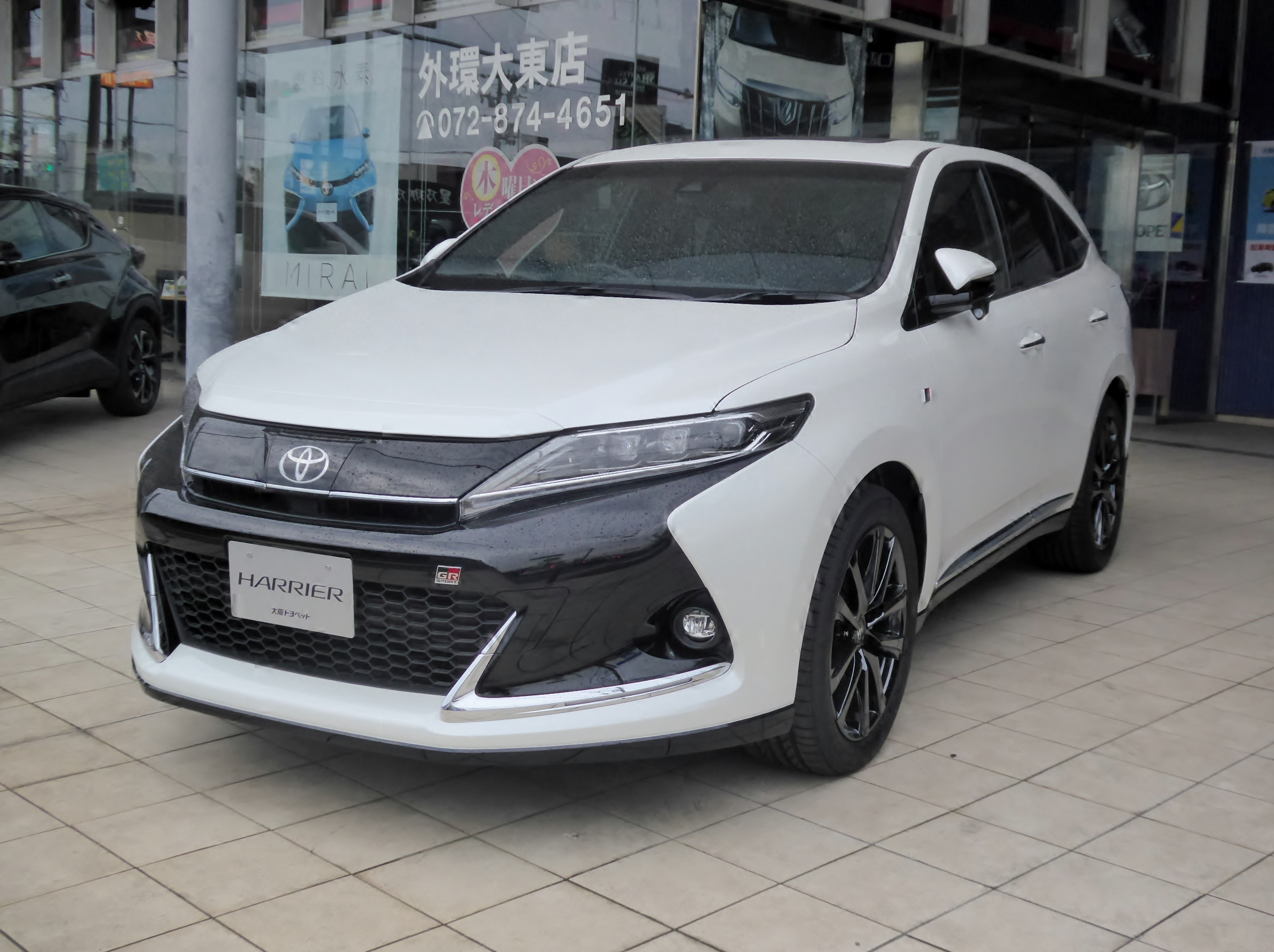
Harrier GR Sport
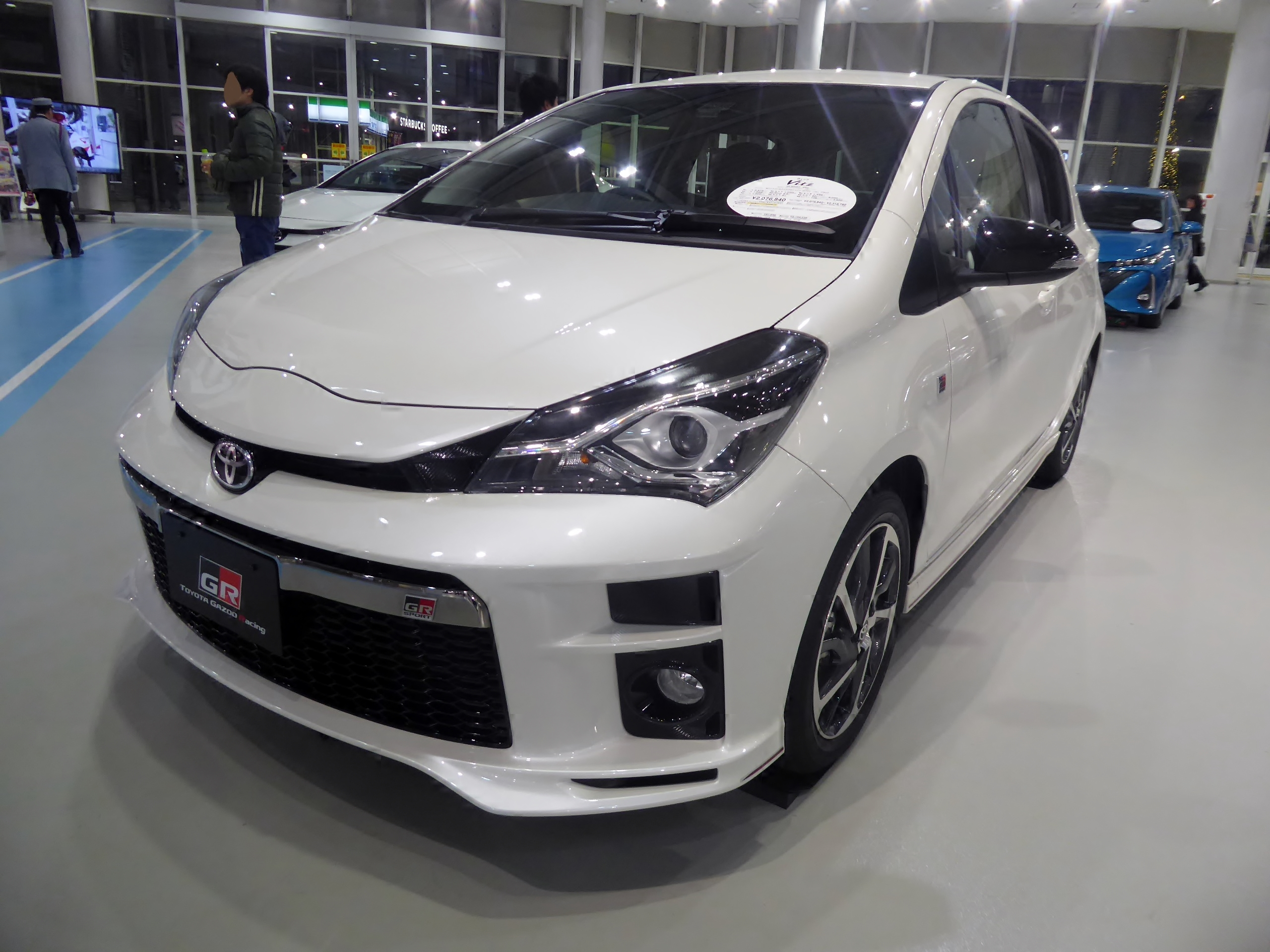
Vitz GR Sport

### 概念車款
- GR HV Sports Concept(2017)
- GR Super Sport concept(2018)
- GR GT3 Concept(2022)
- Prius 24h Le Mans Centennial GR Edition (2023)
- GR H2 Racing Concept (2023)
- FT-Se Concept (2023)